# Eminem
Marshall Bruce Mathers III (St. Joseph, Misuri, 17 de octubre de 1972), conocido artísticamente como Eminem, es un cantante, compositor, productor y actor estadounidense. Se le atribuye la popularización del hip-hop en las clases medias y altas de Estados Unidos y es aclamado por la crítica como uno de los mejores cantantes de hip-hop de todos los tiempos.Se considera que el éxito mundial y las obras aclamadas de Eminem rompieron las barreras raciales para la aceptación de los raperos blancos en la música popular. Si bien gran parte de su trabajo transgresor a fines de la década de 1990 y principios de la de 2000 lo hizo muy controvertido, llegó a ser una «representación» de la angustia popular de la clase baja estadounidense y ha sido citado como una influencia para muchos artistas de varios géneros.
Después del lanzamiento de su álbum debut Infinite (1996) y la obra extendida Slim Shady EP (1997), Eminem firmó con Aftermath Entertainment y posteriormente alcanzó popularidad en 1999 con The Slim Shady LP. Sus siguientes dos lanzamientos, The Marshall Mathers LP (2000) y The Eminem Show (2002), fueron éxitos mundiales y ambos fueron nominados al Premio Grammy por Álbum del Año. Después del lanzamiento de su siguiente álbum, Encore (2004), Eminem hizo una pausa en 2005, en gran parte debido a una adicción a las drogas recetadas.Regresó a la industria de la música cuatro años después con el lanzamiento de Relapse (2009) y Recovery se lanzó al año siguiente. Recovery fue el álbum más vendido en todo el mundo en 2010, lo que lo convierte en el segundo álbum de Eminem, después de The Eminem Show en 2002, en ser el álbum más vendido del año en todo el mundo. En los años siguientes, lanzó los álbumes número uno en Estados Unidos The Marshall Mathers LP 2 (2013), Revival (2017), Kamikaze (2018) y Music to Be Murdered By (2020).
Eminem hizo su debut en la industria del cine con la película de drama musical 8 Mile (2002), interpretando una versión ficticia de sí mismo, y su canción «Lose Yourself» de su banda sonora ganó el Premio de la Academia a la Mejor Canción Original, convirtiéndolo en el primer artista del lúpulo en ganar el premio. Eminem ha hecho cameos en las películas The Wash (2001), Funny People (2009) y The Interview (2014) y en la serie de televisión Entourage (2010). También ha desarrollado otras empresas, incluida Shady Records, una empresa conjunta con el gerente Paul Rosenberg, que ayudó a lanzar las carreras de artistas como 50 Cent, D12, Obie Trice, entre otros. También ha establecido su propio canal, Shade 45, en Sirius XM Radio. Además de su carrera en solitario, Eminem fue miembro del grupo de hip hop D12. También es conocido por sus colaboraciones con el rapero de Detroit Royce da 5'9"; los dos son conocidos colectivamente como Bad Meets Evil.
Eminem se encuentra entre los artistas musicales más vendidos de todos los tiempos, con ventas mundiales estimadas de más de 220 millones de discos. Fue el artista musical más vendido en los Estados Unidos de la década de 2000 y el artista musical masculino más vendido en los Estados Unidos de la década de 2010, tercero en general. Billboard lo nombró «Artista de la década (2000-2009)». Ha tenido diez álbumes número uno en el Billboard 200, que debutaron consecutivamente en el número uno en la lista, convirtiéndolo en el primer artista en lograrlo, y cinco sencillos número uno en el Billboard Hot 100. The Marshall Mathers LP, The Eminem Show, Curtain Call: The Hits (2005), «Lose Yourself», «Love the Way You Lie» y «Not Afraid» han sido certificados Diamante o superior por la Recording Industry Association of America —RIAA—. Rolling Stone lo ha incluido en sus listas de los 100 mejores artistas de todos los tiempos y los 100 mejores compositores de todos los tiempos. Ha ganado numerosos premios, incluidos 15 premios Grammy, ocho American Music Awards, 17 Billboard Music Awards, un premio de la Academia, un Primetime Emmy Award y un MTV Europe Music Global Icon Award. En 2022, Eminem fue incluido en el Salón de la Fama del Rock and Roll.

## Primeros años
Bruce Mathers nació el 17 de octubre de 1972, St. Joseph, Misuri, el único hijo de Marshall Bruce Mathers Jr. y Deborah Rae «Debbie» —de soltera Nelson—. Es de ascendencia inglesa, escocesa, alemana, suiza, Cherokee, polaca y luxemburguesa. Su madre casi muere durante el parto de 73 horas con él. Los padres de Eminem estaban en una banda llamada Daddy Warbucks, tocando en Ramada Inns a lo largo de la frontera entre Dakota y Montana antes de separarse. El padre de Eminem, Bruce Jr., dejó a la familia y se mudó a California después de tener otros dos hijos: Michael y Sarah. Su madre, Debbie, más tarde tuvo un hijo llamado Nathan «Nate» Kane Samara. Durante su infancia, Eminem y su madre viajaban entre Detroit y Misuri, rara vez se quedaban en una casa por más de uno o dos años y vivían principalmente con miembros de la familia. En Misuri, vivieron en varios lugares, incluidos St. Joseph, Savannah y Kansas City.

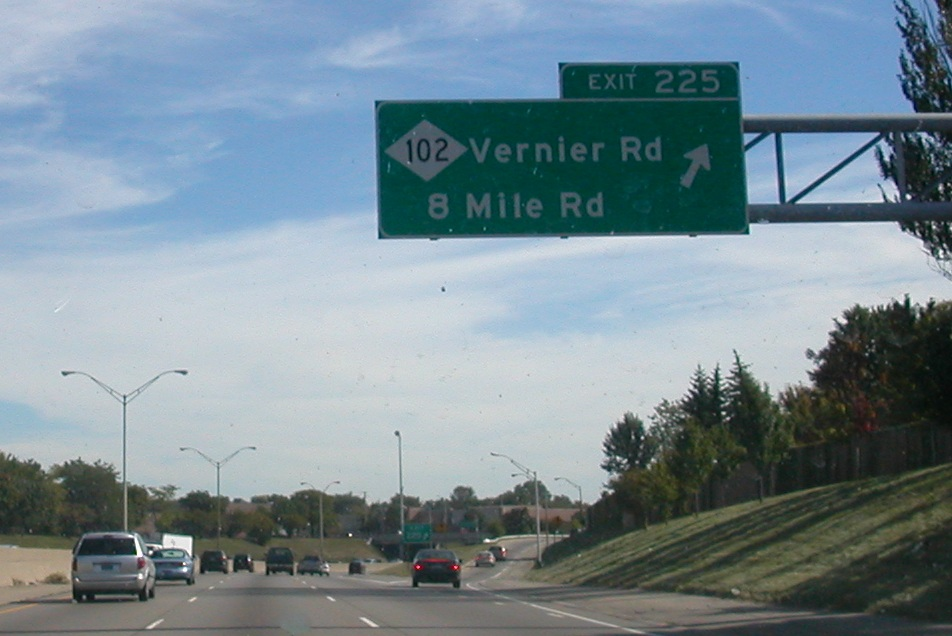
Eminem vivió cerca de la calle 8 Mile en Detroit.

Cuando era adolescente, Eminem le escribía cartas a su padre. Debbie dijo que todas regresaron marcadas como «devolver al remitente». Cuando era niño, un matón llamado D'Angelo Bailey hirió gravemente la cabeza de Eminem en un asalto, un incidente que Eminem relató más tarde —con exageración cómica— en la canción «Brain Damage». Debbie presentó una demanda contra la escuela pública por esto en 1982. La demanda fue desestimada al año siguiente por un juez del condado de Macomb, Míchigan, quien dijo que las escuelas eran inmunes a las demandas. Eminem y su madre vivieron durante gran parte de su juventud en un barrio de Detroit de clase trabajadora, principalmente negro. Él y Debbie eran uno de los tres hogares blancos en su manzana, y Eminem fue golpeado varias veces por jóvenes negros.
Cuando era niño, estaba interesado en contar historias y aspiraba a ser dibujante de historietas antes de descubrir el hip hop. Eminem escuchó su primera canción de rap —«Reckless», con Ice-T— en la banda sonora de Breakin', un regalo del medio hermano de Debbie, Ronnie Polkingharn. Su tío era cercano al niño y más tarde se convirtió en su mentor musical. Cuando Polkingharn se suicidó en 1991, Eminem dejó de hablar en público durante días y no asistió a su funeral.
La vida hogareña de Eminem rara vez fue estable; peleaba con frecuencia con su madre, a quien un trabajador social describió como de «personalidad muy sospechosa, casi paranoica». Cuando su hijo se hizo famoso, Debbie desestimó las críticas y dijo que ella lo había protegido y que era responsable de su éxito. En 1987, Debbie permitió que la fugitiva Kimberly Anne «Kim» Scott se quedara en su casa. Varios años después, Eminem comenzó una relación intermitente con Scott. Después de pasar tres años en el noveno grado debido al ausentismo escolar y las malas calificaciones, abandonó la escuela secundaria Lincoln a los 17 años. Aunque estaba interesado en el inglés, Eminem nunca exploró la literatura —prefirió los cómics— y no le gustaban las matemáticas ni los estudios sociales. Eminem trabajó en varios emprendimientos para ayudar a su madre a pagar las cuentas. Uno de los trabajos que tuvo fue en Little Caesar's Pizza en Warren, Míchigan. Más tarde dijo que ella a menudo lo echaba de la casa de todos modos, a menudo después de tomar la mayor parte de su cheque de pago. Cuando ella se iba a jugar al bingo, él ponía el estéreo a todo volumen y escribía canciones.
A los 14 años, Eminem comenzó a rapear con un amigo de la escuela secundaria, Mike Ruby; adoptaron los nombres «Manix» y «M&M», evolucionando este último a «Eminem». Eminem se coló en la vecina Osborn High School con su amigo y compañero rapero Proof para batallas de rap de estilo libre en el comedor. Los sábados, asistieron a concursos de micrófono abierto en Hip-Hop Shop en West 7 Mile Road, considerado «punto cero» para la escena del rap de Detroit. Luchando por tener éxito en una industria predominantemente negra, Eminem fue apreciado por las audiencias clandestinas del hip hop. Cuando escribía versos, quería que la mayoría de las palabras rimaran; escribió palabras o frases largas en papel y, debajo, trabajó en rimas para cada sílaba. Aunque las palabras a menudo tenían poco sentido, el ejercicio ayudó a Eminem a practicar sonidos y rimas.

## Carrera

### 1996-1998: carrera temprana,Infinitey problemas familiares
En 1988, se hizo llamar MC Double M y formó su primer grupo New Jacks e hizo una cinta de demostración homónima con DJ Butter Fingers. En 1989, más tarde se unieron a Bassmint Productions, que luego cambió su nombre a Soul Intent en 1992 con el rapero Proof y otros amigos de la infancia. Lanzaron un EP homónimo en 1995 con Proof. Eminem también hizo su primera aparición en un video musical en 1992 en una canción titulada «Do-Da-Dippity», de Champtown. Más tarde, en 1996, Eminem y Proof se unieron a otros cuatro raperos para formar The Dirty Dozen —D12—, quienes lanzaron su primer álbum Devil's Night en 2001. Eminem tuvo su primer encontronazo con la ley a los 20 años, cuando fue arrestado por su participación en un tiroteo con una pistola de bolas de pintura. El caso fue sobreseído cuando la víctima no compareció ante el tribunal.
Eminem pronto firmó con Jeff y Mark Bass de F.B.T. Productions y grabó su álbum debut Infinite para su sello independiente Web Entertainment. El álbum fue un fracaso comercial tras su lanzamiento en 1996. Un tema lírico de Infinite fue su lucha por criar a su hija recién nacida, Hailie Jade Scott Mathers, con poco dinero. Durante este período, el estilo de rima de Eminem, inspirado principalmente por los raperos Nas, Esham y AZ, carecía del sesgo cómico y violento por el que más tarde se hizo conocido. Los disc jockeys de Detroit ignoraron en gran medida a Infinite y los comentarios que recibió Eminem —«¿Por qué no te metes en el rock and roll?»— lo llevaron a crear pistas más enfadadas y melancólicas. En ese momento, Eminem y Kim Scott vivían en un vecindario plagado de delitos y su casa fue asaltada varias veces. Eminem cocinaba y lavaba platos por un salario mínimo en Gilbert's Lodge, un restaurante de estilo familiar en St. Clair Shores. Su antiguo jefe lo describió como un empleado modelo, ya que trabajó 60 horas a la semana durante seis meses después del nacimiento de Hailie. Fue despedido poco antes de Navidad y luego dijo: «Fue como cinco días antes de Navidad, que es el cumpleaños de Hailie. Tenía como cuarenta dólares para comprarle algo». Después del lanzamiento de Infinite, sus problemas personales y abuso de sustancias culminaron en un intento de suicidio. En marzo de 1997 fue despedido de Gilbert's Lodge por última vez y vivió en la casa rodante de su madre con Kim y Hailie.

### 1997-1999: introducción de Slim Shady,The Slim Shady LPy ascenso al éxito

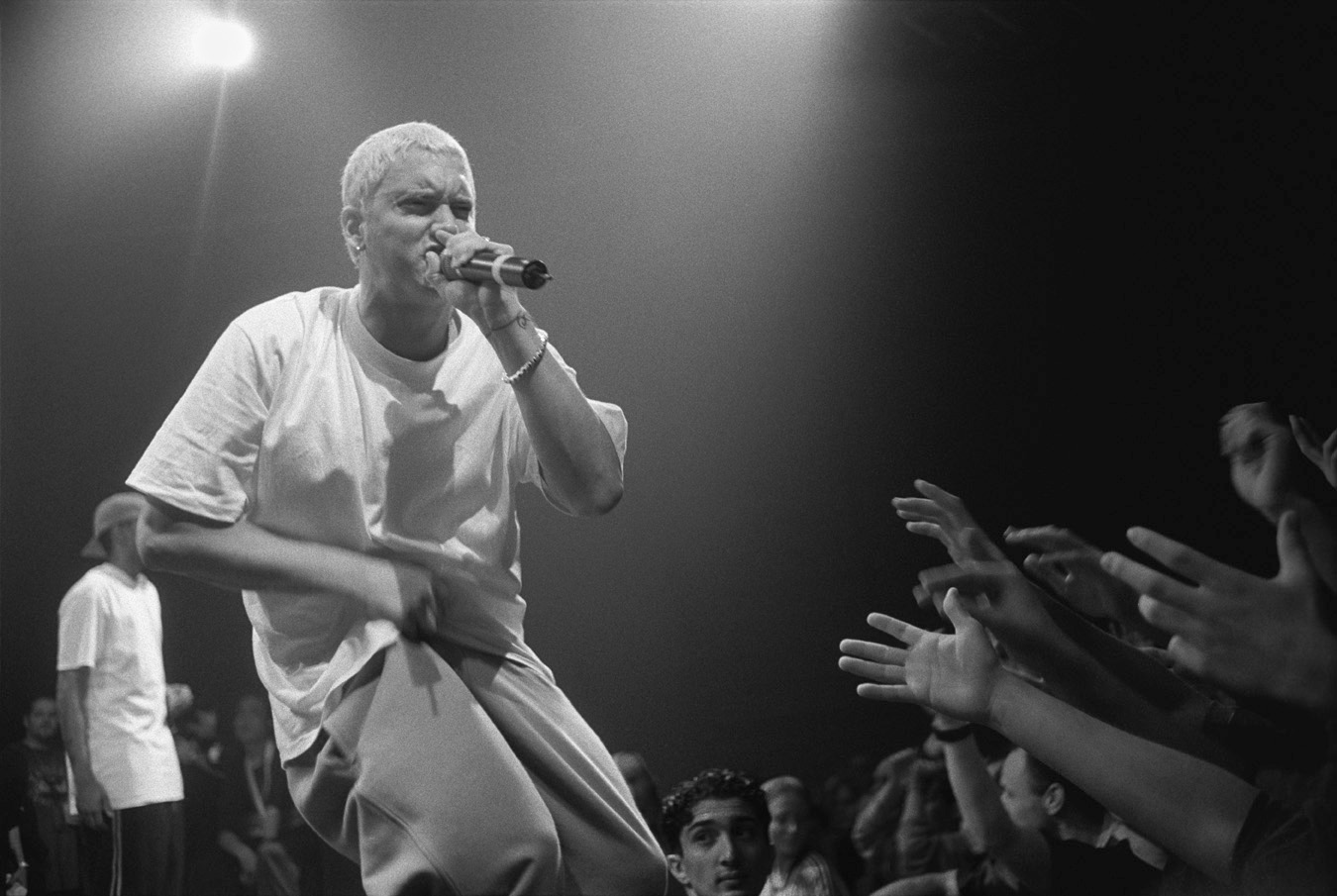
Eminem en 1999.

Eminem atrajo más la atención cuando desarrolló Slim Shady, un alter ego sádico y violento. El personaje le permitió expresar su ira con letras sobre drogas, violaciones y asesinatos. En la primavera de 1997 grabó su EP debut, The Slim Shady EP, que fue lanzado ese invierno por Web Entertainment. El EP, con frecuentes referencias al uso de drogas, actos sexuales, inestabilidad mental y violencia, también exploró los temas más serios de lidiar con la pobreza y las dificultades maritales y familiares y reveló su respuesta directa y autocrítica a las críticas. La revista de hip-hop The Source presentó a Eminem en su columna «Unsigned Hype» en marzo de 1998.
Después de que lo despidieran de su trabajo y lo desalojaran de su casa, Eminem fue a Los Ángeles para competir en los Juegos Olímpicos de Rap de 1997, una competencia anual de rap de batalla a nivel nacional. Ocupó el segundo lugar y un interno de Interscope Records llamado Dean Geistlinger le pidió a Eminem una copia del EP Slim Shady, que luego se envió al director ejecutivo de la compañía, Jimmy Iovine. Iovine reprodujo la cinta para el productor discográfico Dr. Dre, fundador de Aftermath Entertainment y miembro fundador del grupo de hip-hop N.W.A. Dre recordó: «En toda mi carrera en la industria de la música, nunca encontré nada de una cinta de demostración o un CD. Cuando Jimmy puso esto, dije: 'Encuéntralo. Ahora'». Más tarde diría en el cuarto y último episodio de The Defiant Ones, «Yo estaba como: ¿¡qué diablos!? ¿Y quién diablos es ese?» expresando su sorpresa por el talento de rapero de Mathers. Aunque sus asociados lo criticaron por contratar a un rapero blanco, confiaba en su decisión: «Me importa un carajo si eres morado; si puedes patearlo, estoy trabajando contigo». Eminem había idolatrado a Dre desde que escuchaba N.W.A. cuando era adolescente y estaba nervioso por trabajar con él en un álbum: «No quería quedar deslumbrado ni besarle demasiado el trasero... Solo soy un niño blanco de Detroit. Nunca había visto estrellas y mucho menos Dr. Dre». Se sintió más cómodo trabajando con Dre después de una serie de productivas sesiones de grabación.
Eminem lanzó The Slim Shady LP en febrero de 1999. Aunque fue uno de los álbumes más populares del año —certificado triple platino a finales de año—, fue acusado de imitar el estilo y el tema del rapero clandestino Cage. La popularidad del álbum estuvo acompañada de controversia sobre su letra; en «'97 Bonnie & Clyde» Eminem describe un viaje con su pequeña hija cuando se deshace del cuerpo de su esposa y en «Guilty Conscience» que anima a un hombre a asesinar a su esposa y su amante. «Guilty Conscience» marcó el comienzo de una amistad y un vínculo musical entre Dr. Dre y Eminem. Los compañeros de sello colaboraron más tarde en una serie de canciones exitosas —«Forgot About Dre» y «What's the Difference», al tiempo que proporcionaron voces no acreditadas en «The Watcher» del álbum de Dr. Dre de 2001, «Bitch Please II» de The Marshall Mathers LP, «Say What You Say» de The Eminem Show, «Encore/Curtains Down» de Encore y «Old Time's Sake» y «Crack a Bottle» de Relapse— y Dre hizo al menos una aparición especial en cada uno de los álbumes Aftermath de Eminem. The Slim Shady LP ha sido certificado cuádruple platino por la RIAA.

### 2000-2001:The Marshall Mathers LPyThe Eminem Show

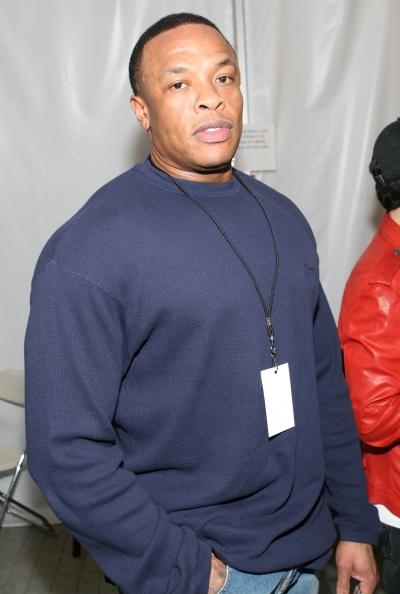
Dr. Dre, productor de The Marshall Mathers LP y The Eminem Show.

Grabado entre 1999 y 2000, The Marshall Mathers LP se lanzó en mayo de 2000. Vendió 1,76 millones de copias en su primera semana, rompiendo los récords estadounidenses de Doggystyle por el álbum de hip hop más vendido y ...Baby One More Time por el álbum solista más vendido. El primer sencillo del álbum, «The Real Slim Shady», fue un éxito a pesar de las controversias sobre los insultos de Eminem y las dudosas afirmaciones sobre las celebridades —por ejemplo, que Christina Aguilera le había practicado sexo oral a Carson Daly y Fred Durst—. En su segundo sencillo, «The Way I Am», revela la presión de su compañía discográfica para superar «My Name Is». Aunque Eminem parodió al músico de shock rock Marilyn Manson en el video musical de «My Name Is», según los informes, están en buenos términos; Manson se menciona en «The Way I Am», apareció en su video musical y realizó un remix en vivo de la canción con Eminem. En el tercer sencillo, «Stan» —que muestra «Thank You» de Dido—, Eminem intenta lidiar con su nueva fama, asumiendo la personalidad de un fan trastornado que se suicida y su novia embarazada —reflejando «'97 Bonnie & Clyde» de The Slim Shady LP—. Q calificó a «Stan» como la tercera mejor canción de rap de todos los tiempos, y ocupó el décimo lugar en una encuesta de Top40-Charts.com. Desde entonces, la canción ocupó el puesto 296 en la lista de las 500 Mejores Canciones de Todos los Tiempos de Rolling Stone. En julio de 2000, Eminem fue el primer artista blanco en aparecer en la portada de The Source. Marshall Mathers LP fue certificado Diamante por la RIAA en marzo de 2011 y vendió 21 millones de copias en todo el mundo. En 2000, Eminem también apareció en el Up in Smoke Tour con los raperos Dr. Dre, Snoop Dogg, Xzibit y Ice Cube y en el Family Values Tour con Limp Bizkit, encabezando el Anger Management Tour con Papa Roach, Ludacris y Xzibit.
Eminem actuó con Elton John en la 43.ª ceremonia de los Premios Grammy en 2001, con la Alianza Gay y Lésbica Contra la Difamación —GLAAD, una organización que consideraba homofóbicas las letras de Eminem— condenando la decisión de John de actuar con Eminem. Entertainment Weekly colocó la aparición en su lista de «lo mejor de» de fin de década: «Fue el abrazo que se escuchó en todo el mundo. Eminem, bajo el fuego de las letras homofóbicas, compartió el escenario con un ícono gay para una presentación de “Stan” hubiera sido memorable en cualquier contexto». El 21 de febrero, el día de la ceremonia de entrega de premios, GLAAD realizó una protesta frente al Staples Center —lugar de celebración de la ceremonia—. Eminem también fue el único artista invitado que apareció en el álbum The Blueprint, aclamado por la crítica, del también rapero Jay-Z, produciendo y rapeando en la canción «Renegade».
The Eminem Show fue lanzado en mayo de 2002. Fue otro éxito, alcanzando el número uno en las listas y vendiendo más de 1 332 millones de copias durante su primera semana completa. El sencillo del álbum, «Without Me», denigra a las bandas de chicos, Limp Bizkit, Dick y Lynne Cheney, Moby y otros. The Eminem Show, certificado Diamante por la RIAA, examina los efectos del ascenso a la fama de Eminem, su relación con su esposa e hija y su estatus en la comunidad hip hop, abordando un cargo de agresión presentado por un portero que vio besando a su esposa en 2000. Aunque varias pistas están claramente enojadas, Stephen Thomas Erlewine de AllMusic encontró The Eminem Show menos inflamatorio que The Marshall Mathers LP. L. Brent Bozell III, que había criticado a The Marshall Mathers LP por letras misóginas, notó el uso extensivo de la obscenidad en The Eminem Show y llamó a Eminem «Eminef» por la prevalencia de la palabra «motherfucker» en el álbum. The Eminem Show vendió 27 millones de copias en todo el mundo y fue el álbum más vendido de 2002.

### 2004-2005: trabajo como productor,Encore, e hiato musical

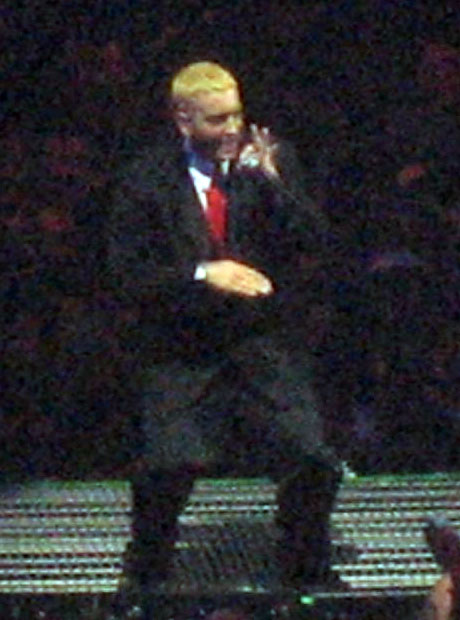
Eminem presentándose en Nueva York, 2005.

En 2003, Eminem, un fanático de Tupac de toda la vida, proporcionó trabajo de producción para tres pistas en la banda sonora de Tupac Resurrection. Continuaría con esto el próximo año produciendo 12 de las 16 pistas del álbum Loyal to the Game de Tupac. El 8 de diciembre de 2003, el Servicio Secreto de los Estados Unidos dijo que estaba «investigando» las denuncias de que Eminem había amenazado al presidente de los Estados Unidos. El motivo de preocupación fue la letra de «We As Americans» —«A la mierda el dinero/No hago rap por presidentes muertos/Prefiero ver al presidente muerto/Nunca se ha dicho, pero senté precedentes»—, que fue más tarde lanzado en un CD extra con la edición de lujo de Encore.
Encore, lanzado en 2004, fue otro éxito, pero no tanto como sus álbumes anteriores. Sus ventas fueron impulsadas parcialmente por el primer sencillo, «Just Lose It», que contenía insultos dirigidos a Michael Jackson. El 12 de octubre de 2004, una semana después del lanzamiento de «Just Lose It», Jackson llamó al programa de radio de Steve Harvey para informar su descontento con el video —que parodia el juicio por abuso de menores de Jackson, la cirugía plástica y el incidente de 1984 cuando el cabello de Jackson se incendió durante la filmación de un comercial—. En la canción, Eminem dice: «Eso no es una puñalada a Michael/Eso es solo una metáfora/Solo soy un psicópata». Muchos de los amigos y simpatizantes de Jackson se pronunciaron en contra del video, incluido Stevie Wonder, quien lo describió como «patear a un hombre mientras está caído» y «mierda», y Steve Harvey —quien dijo: «Eminem ha perdido su pase del gueto. Queremos que nos devuelvan el pase»—. El video también parodiaba a Pee-wee Herman, MC Hammer y Madonna durante su período Blond Ambition. «Weird Al» Yankovic, quien parodió la canción de Eminem «Lose Yourself» en «Couch Potato» para su álbum de 2003 Poodle Hat, le dijo al Chicago Sun-Times sobre la protesta de Jackson: «El año pasado, Eminem me obligó a detener la producción del video. por mi parodia de “Lose Yourself” porque de alguna manera pensó que sería perjudicial para su imagen o su carrera. Así que no se me escapa la ironía de esta situación con Michael». Aunque Black Entertainment Television dejó de reproducir el video, MTV anunció que continuaría transmitiéndolo. The Source, a través del director ejecutivo Raymond «Benzino» Scott, pidió que se retirara el video, que se quitara la canción del álbum y que Eminem se disculpara públicamente con Jackson. En 2007, Jackson y Sony compraron Famous Music de Viacom, otorgándole los derechos de las canciones de Eminem, Shakira, Beck y otros.
A pesar del tema humorístico de su sencillo principal, Encore exploró temas serios con la canción contra la guerra «Mosh», que criticaba al presidente George W. Bush como «Esta arma de destrucción masiva que llamamos nuestro presidente», con letras que incluyen «Fuck Bush». El 25 de octubre de 2004, una semana antes de las elecciones presidenciales de EE. UU. de 2004, Eminem lanzó el video de «Mosh» en Internet. En él, Eminem reúne a un ejército —incluido el rapero Lloyd Banks— de víctimas de la administración Bush y las conduce a la Casa Blanca. Cuando irrumpen, se sabe que están allí para registrarse para votar; el video termina con «VOTA el martes 2 de noviembre». Después de la reelección de Bush, el final del video se cambió a Eminem y los manifestantes invadiendo la Casa Blanca durante un discurso del presidente. También en 2004, Eminem lanzó un canal de música satelital, Shade 45, en la radio Sirius, que fue descrito por su gerente como «esencialmente un destino para obtener y escuchar cosas que otras personas no están tocando».
Eminem comenzó su primera gira de conciertos en Estados Unidos en tres años en el verano de 2005 con Anger Management 3 Tour, junto a 50 Cent, G-Unit, Lil Jon, D12, Obie Trice y The Alchemist, pero en agosto canceló la etapa europea de la gira, anunciando más tarde que había entrado en rehabilitación de drogas para el tratamiento de una «dependencia de medicamentos para dormir». Mientras tanto, los expertos de la industria especularon que Eminem estaba considerando retirarse, mientras circulaban rumores de que se lanzaría un álbum doble titulado The Funeral. En julio, Detroit Free Press informó sobre una posible reverencia final para Eminem como solista, citando a miembros de su círculo íntimo que dijeron que aceptaría los roles de productor y ejecutivo de sello discográfico. Un álbum de grandes éxitos, Curtain Call: The Hits, fue lanzado el 6 de diciembre de 2005 por Aftermath Entertainment, y vendió casi 441 000 copias en los EE. UU. en su primera semana, marcando el cuarto álbum número uno consecutivo de Eminem en el Billboard Hot 200, y fue certificado doble platino por la RIAA. Sin embargo, Eminem sugirió ese mes en el programa «Mojo in the Morning» de WKQI que se tomaría un descanso como artista: «Estoy en un punto de mi vida en este momento en el que siento que no sé dónde está mi carrera va... Esta es la razón por la que lo llamamos “Curtain Call” porque esto podría ser lo último. No lo sabemos».
En abril de 2006, Proof, quien era amigo de la infancia de Eminem, fue asesinado. Ocho meses después, Eminem lanzó un álbum recopilatorio titulado Eminem Presents: The Re-Up que incluía a Proof y otros artistas de Shady Records.

### 2007-2009: regreso yRelapse
En septiembre de 2007, Eminem llamó a la estación de radio de Nueva York WQHT durante una entrevista con 50 Cent, diciendo que estaba «en el limbo» y «debatiendo» sobre cuándo —o si— lanzaría otro álbum: «Siempre estoy trabajando. Siempre estoy en el estudio. Se siente bien en este momento, la energía del sello. Por un tiempo, no quería volver al estudio... pasé por algunas cosas personales. Estoy saliendo de esas cosas personales [y] se siente bien».
Eminem apareció en su canal Shade 45 Sirius en septiembre de 2008, diciendo: «En este momento me estoy concentrando un poco en mis propias cosas, por ahora y solo sacando pistas y produciendo muchas cosas. Sabes, cuanto más sigo produciendo, mejor parece que me vuelvo porque empiezo a saber cosas». Interscope confirmó que se lanzaría un nuevo álbum en la primavera de 2009. En diciembre de 2008, Eminem proporcionó más detalles sobre el álbum, titulado Relapse: «Dre y yo estamos de vuelta en el laboratorio como en los viejos tiempos, hombre. Dre terminará produciendo la mayoría de las pistas de Relapse. Estamos listos para nuestras viejas costumbres traviesas... dejémoslo así».
Según un comunicado de prensa del 5 de marzo de 2009, Eminem lanzaría dos nuevos álbumes ese año. Relapse, el primero, se estrenó el 19 de mayo; su primer sencillo y video musical, «We Made You», se lanzó el 7 de abril. Aunque Relapse no se vendió tan bien como los álbumes anteriores de Eminem y recibió críticas mixtas, fue un éxito comercial y restableció su presencia en el mundo del hip hop. Vendió más de cinco millones de copias en todo el mundo. Durante los MTV Movie Awards de 2009, Sacha Baron Cohen descendió sobre la audiencia disfrazado de ángel. Aterrizó las nalgas primero sobre Eminem, quien salió furioso de la ceremonia; tres días después, Eminem dijo que el truco había sido montado. El 30 de octubre encabezó Voodoo Experience en Nueva Orleans, su primera actuación completa del año. El acto de Eminem incluyó varias canciones de Relapse, muchos de sus éxitos más antiguos y una aparición de D12. El 19 de noviembre, anunció en su sitio web que Relapse: Refill se lanzaría el 21 de diciembre. El álbum era un relanzamiento de Relapse con siete pistas adicionales, incluidas «Forever» y «Taking My Ball». Eminem describió el CD:

Quiero entregar más material para los fanáticos este año como lo planeé originalmente... Con suerte, estas pistas en The Refill ayudarán a los fanáticos hasta que publiquemos Relapse 2 el próximo año... volví con Dre y luego un algunos productores más, incluido Just Blaze, y se fue en una dirección completamente diferente que me hizo empezar de cero. Las nuevas pistas comenzaron a sonar muy diferentes a las pistas que originalmente pretendía que estuvieran en Relapse 2, pero todavía quiero que se escuchen las otras cosas.

### 2010-2012:Recoveryy reunión de Bad Meets Evil
El 14 de abril de 2010, Eminem tuiteó: «No hay Relapse 2». Aunque sus seguidores pensaron que no estaba lanzando un álbum, había cambiado su título a Recovery y lo confirmó tuiteando «Recovery» con un enlace a su sitio web. Él dijo:

Originalmente había planeado que Relapse 2 saliera el año pasado. Pero a medida que seguí grabando y trabajando con nuevos productores, la idea de una secuela de Relapse empezó a tener cada vez menos sentido para mí, y quería hacer un álbum completamente nuevo. La música de Recovery resultó muy diferente a la de Relapse, y creo que merece su propio título.

Grabado de 2009 a 2010, Recovery fue lanzado el 18 de junio. En los EE. UU., Recovery vendió 741 000 copias durante su primera semana, encabezando la lista Billboard 200. El sexto álbum número uno consecutivo de Eminem en Estados Unidos también encabezó las listas en varios otros países. La recuperación se mantuvo en la cima de la lista Billboard 200 durante cinco semanas consecutivas de un total de siete semanas.
Billboard informó que fue el álbum más vendido de 2010, convirtiendo a Eminem en el primer artista en la historia de Nielsen SoundScan con dos álbumes más vendidos al final del año. Recovery es el álbum digital más vendido de la historia. Su primer sencillo, «Not Afraid», fue lanzado el 29 de abril y debutó en la cima del Billboard Hot 100; su video musical fue lanzado el 4 de junio. A «Not Afraid» le siguió «Love the Way You Lie», que debutó en el número dos antes de llegar a la cima. Aunque «Love the Way You Lie» fue el sencillo más vendido de 2010 en el Reino Unido, no alcanzó el número uno —la primera vez que esto sucede en el Reino Unido desde 1969—. A pesar de las críticas por su inconsistencia, Recovery recibió críticas positivas de la mayoría de los críticos. El 21 de noviembre de 2010, el álbum tuvo ventas estadounidenses de tres millones de copias. Recovery fue el álbum más vendido en todo el mundo en 2010, uniéndose al éxito de ventas de 2002 The Eminem Show para darle a Eminem dos álbumes número uno de fin de año en todo el mundo. Con Recovery, Eminem rompió el récord de la mayor cantidad de álbumes número uno consecutivos en EE. UU. por un artista en solitario.
Apareció en los premios BET de 2010, interpretando «Not Afraid» y «Airplanes, Part II» con B.o.B y Keyshia Cole. Más tarde ese año, actuó en el concierto Activison E3. En junio, Eminem y Jay-Z anunciaron que actuarían juntos en Detroit y la ciudad de Nueva York, en conciertos llamados The Home & Home Tour. Los dos primeros conciertos se agotaron rápidamente, lo que provocó un espectáculo adicional en cada ciudad. BET llamó a Eminem el rapero número uno del siglo XXI. Abrió los MTV Video Music Awards de 2010 el 12 de septiembre, interpretando «Not Afraid» y «Love the Way You Lie» con Rihanna cantando los coros. Debido al éxito de Recovery y Home & Home Tour, Eminem fue nombrado el MC más popular del juego de 2010 por MTV y Maestro de ceremonias del año por la revista en línea HipHopDX. Él y Rihanna colaboraron nuevamente en «Love the Way You Lie (Part II)», la secuela de su exitoso sencillo. A diferencia del original, Rihanna es la vocalista principal y se canta desde la perspectiva femenina. En diciembre de 2010, el «Gran Recovery de Eminem» fue el número uno en los 25 mejores momentos musicales de Billboard de 2010. Apareció en los premios Grammy de 2011 el 13 de febrero, interpretando «Love the Way You Lie (Part II)» con Rihanna y Adam Levine y «I Need a Doctor» con Dr. Dre y Skylar Grey. Ese mes se anunció que «Space Bound» sería el cuarto sencillo de Recovery, con un video musical con la exactriz porno Sasha Grey; el video fue lanzado el 24 de junio en iTunes Store.
En 2010, Eminem nuevamente comenzó a colaborar con Royce da 5'9" en su primer EP como Bad Meets Evil; el dúo se formó en 1998. El EP, Hell: The Sequel, fue lanzado el 14 de junio de 2011. Eminem fue apareció en «Writer's Block» de Royce da 5'9", lanzado el 8 de abril de 2011. El 3 de mayo lanzaron el sencillo principal «Fast Lane» de su próximo EP y se filmó un video musical. En marzo de 2011, con días de diferencia, The Eminem Show y The Marshall Mathers LP fueron certificados diamante por la RIAA; Eminem es el único rapero con dos álbumes certificados diamante. Con más de 60 millones de likes, fue la persona más seguida en Facebook, superando a Lady Gaga, Justin Bieber, Rihanna y Michael Jackson. Eminem fue el primer artista en cinco años con dos álbumes número uno —Recovery y Hell: The Sequel— en un período de 12 meses. A principios de 2011 filtró «2.0 Boys», en la que colaboraron Yelawolf y Slaughterhouse cuando firmaron con Shady Records en enero y la interpretaron en abril. Bad Meets Evil lanzó su próximo sencillo, «Lighters», el 6 de julio y su video musical a finales de agosto. El 6 de agosto, Eminem interpretó varias canciones de su carrera en Lollapalooza con los artistas que habían aparecido en cada canción.

### 2012-2014:The Marshall Mathers LP 2

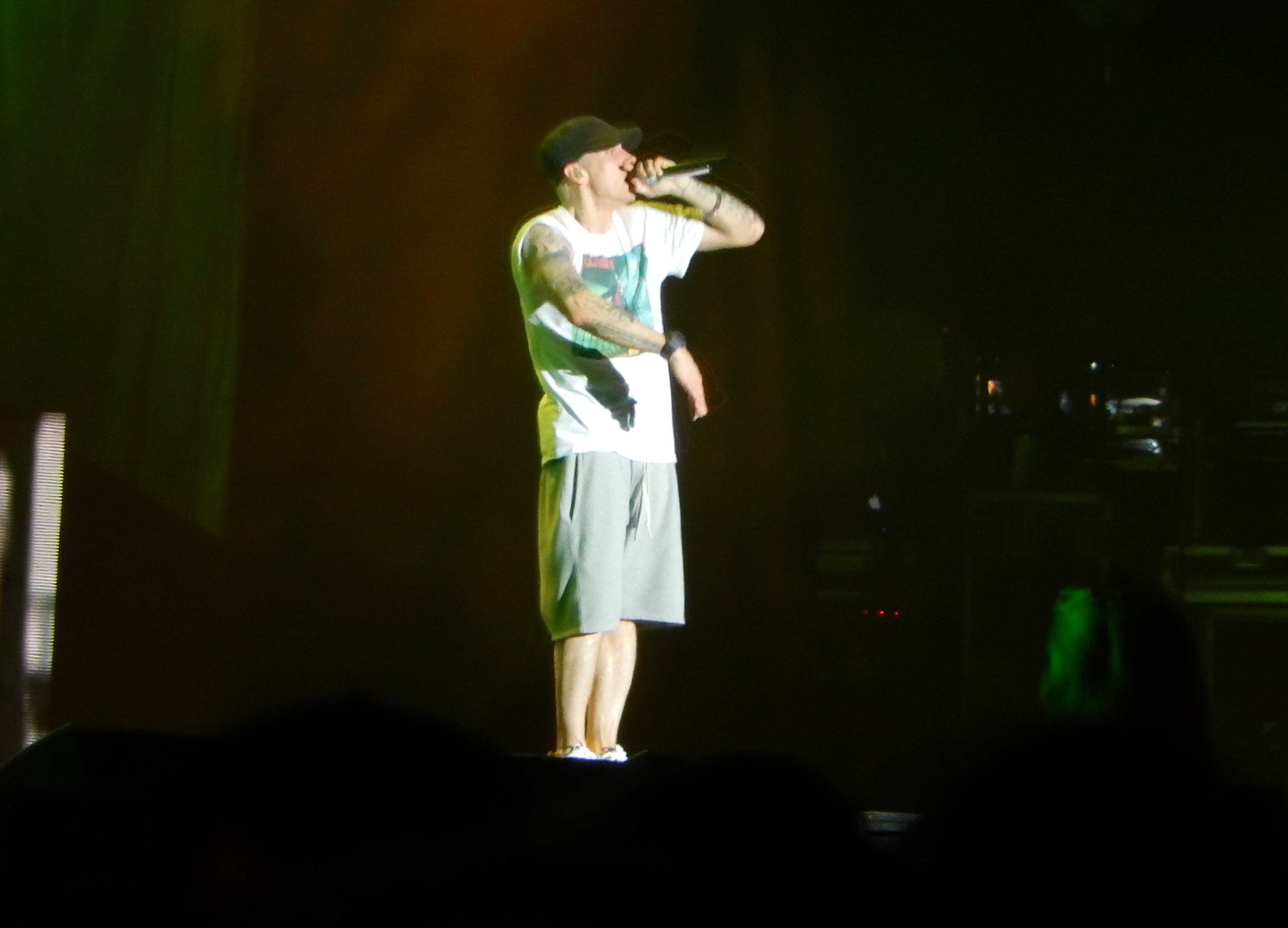
Eminem en el Lollapalooza 2014 en Chicago.

Eminem anunció el 24 de mayo de 2012 que estaba trabajando en su próximo álbum, cuyo lanzamiento estaba previsto para el año siguiente. Sin título ni fecha de lanzamiento, se incluyó en varias listas de «Álbumes más esperados de 2013» —incluida MTV—; Complex lo clasificó sexto y XXL quinto.
El 14 de agosto, «Survival», con Liz Rodrigues y producido por DJ Khalil, se estrenó en el tráiler multijugador del videojuego Call of Duty: Ghosts. Según un comunicado de prensa, el primer sencillo del octavo álbum de Eminem se lanzaría pronto. Durante los MTV Video Music Awards de 2013, se anunció que el álbum se titularía The Marshall Mathers LP 2 —después de The Marshall Mathers LP— y su lanzamiento estaba programado para el 5 de noviembre. Su sencillo principal, «Berzerk», fue lanzado el 25 de agosto y debutó en el número tres en la lista Billboard Hot 100. Siguieron tres sencillos más: «Survival» —que aparece en el tráiler de Call of Duty: Ghosts—, «Rap God» y «The Monster» —con Rihanna—.
El álbum fue lanzado el 5 de noviembre por Aftermath Entertainment, Shady Records e Interscope Records. Su versión estándar tenía 16 pistas y la versión de lujo incluía un segundo disco con cinco pistas adicionales. The Marshall Mathers LP 2 fue el séptimo álbum de Eminem en debutar en la cima del Billboard 200 y tuvo las segundas ventas más grandes del año en la primera semana. Fue el primer artista desde The Beatles en tener cuatro sencillos en el top 20 del Billboard Hot 100. En el Reino Unido, The Marshall Mathers LP 2 debutó en el número uno en la UK Singles Chart. El primer artista estadounidense con siete álbumes número uno consecutivos en el Reino Unido, está empatado con The Beatles en el segundo lugar por la mayor cantidad de álbumes consecutivos en el Reino Unido. El álbum aseguró la posición de Eminem como el artista más vendido de Canadá y fue el álbum más vendido de 2013.
El 3 de noviembre, Eminem fue nombrado el primer Artista del Año de los YouTube Music Awards y una semana después recibió el Global Icon Award en los MTV EMA Music Awards de 2013. El 10 de junio, se anunció que Eminem fue el primer artista en recibir dos certificaciones de diamante digitales —ventas y transmisiones de 10 millones y más— de la RIAA —por «Not Afraid» y «Love the Way You Lie»—. El 11 y 12 de julio, Eminem realizó dos conciertos en el estadio de Wembley. En la 57.ª edición de los premios Grammy, recibió el premio al Mejor Álbum de Rap por The Marshall Mathers LP 2 y Mejor Colaboración Rap/Cantada —con Rihanna— por «The Monster».

### 2014-2017:Shady XVySouthpaw

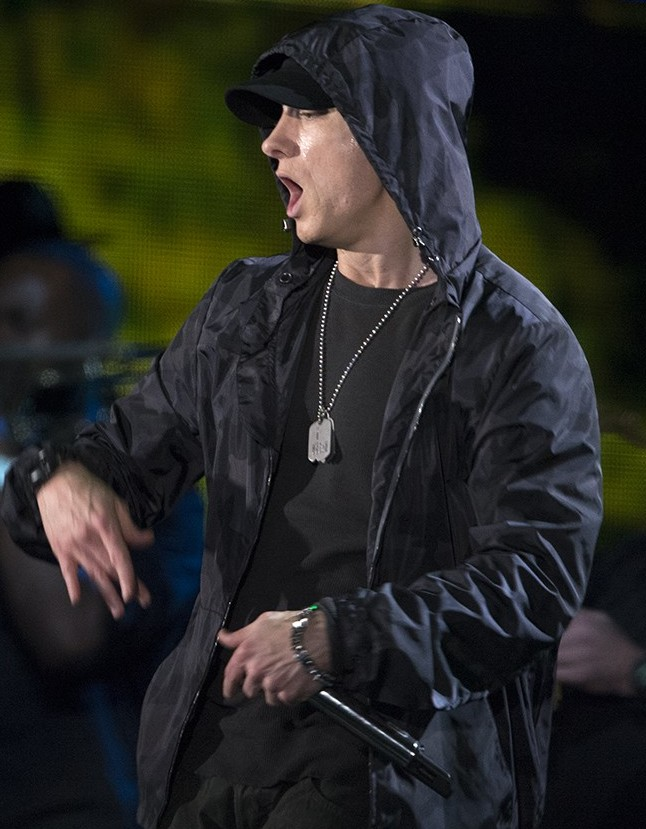
Eminem presentándose en el Concert of Valor en Washington D. C., 2014.

En el verano de 2014, Eminem y Rosenberg comenzaron a usar el hashtag #SHADYXV en los sitios de redes sociales y Eminem usó una camiseta con el hashtag en el escenario. Más tarde se reveló que este era el nombre de una próxima compilación de Shady Records. Poco después, se lanzó el primer sencillo del álbum —«Guts Over Fear», con la cantautora Sia— y la lista de canciones del álbum se publicó el 29 de octubre. Shady Records lanzó un cifrado para promocionar el álbum, en el que Eminem hizo un estilo libre de siete minutos. «Detroit vs. Everybody» —el segundo sencillo del álbum—, con Eminem, Dej Loaf, Royce da 5'9", Danny Brown, Big Sean y Trick-Trick, fue lanzado el 11 de noviembre. Shady XV, lanzado el 24 de noviembre durante la semana del Black Friday, consta de un disco de grandes éxitos y un disco de material nuevo de artistas de Shady Records como D12, Slaughterhouse, Bad Meets Evil y Yelawolf. El álbum debutó en el número tres en la lista Billboard 200, con ventas en la primera semana de 138 000 copias en los Estados Unidos.
The Official Eminem Box Set, una caja con 10 discos de vinilo que abarca toda la carrera, se lanzó el 12 de marzo de 2015. La caja incluye siete de los ocho álbumes de estudio de Eminem —excluyendo Infinite—, la banda sonora de 8 Mile, la compilación Eminem Presents: The Re-Up y la colección de grandes éxitos Curtain Call: The Hits. A principios de año, se anunció que aparecería en «Speedom (Worldwide Choppers 2)» de Tech N9ne. La canción, también con Krizz Kaliko, fue lanzada el 20 de abril. Eminem también apareció en «Best Friend» de Yelawolf, el sencillo de Love Story.
Eminem es el productor ejecutivo de la banda sonora del drama deportivo Southpaw, con Shady Records. El primer sencillo de la banda sonora llamado «Phenomenal» fue lanzado el 2 de junio de 2015. Otro sencillo, «Kings Never Die» de Eminem con Gwen Stefani, fue lanzado el 10 de julio de 2015 en YouTube a través de la cuenta de Vevo. Eminem fue el primer entrevistador de Zane Lowe en Beats 1. La entrevista se transmitió en línea en la radio Beats 1 el 1 de julio de 2015.
Eminem apareció en el programa de acceso público Only in Monroe, producido en Monroe, Míchigan, y fue entrevistado por el presentador invitado Stephen Colbert para un episodio que se emitió el 1 de julio de 2015. En el episodio, Eminem cantó fragmentos de canciones de Bob Seger a instancias de Colbert y discutió brevemente Southpaw. En junio de 2015, se reveló que se desempeñará como productor ejecutivo y supervisor musical en la serie de televisión Motor City, cuya premisa se basará en la película Narc de 2002.
En septiembre de 2016, Eminem apareció en la canción de Skylar Grey, «Kill For You», que aparece en su álbum Natural Causes. El 19 de octubre de 2016, Eminem lanzó una nueva canción llamada «Campaign Speech», una canción de hip hop político y anunció que estaba trabajando en un nuevo álbum. El 17 de noviembre de 2016, Eminem lanzó una versión remasterizada de Infinite en su canal YouTube VEVO. El 22 de noviembre de 2016, Eminem lanzó un tráiler de un documental corto de 10 minutos llamado Partners in Rhyme: The True Story of Infinite.

### 2017-2019:RevivalyKamikaze
En febrero de 2017, Eminem apareció en «No Favors», una pista del álbum I Decided de Big Sean. En la canción, Eminem llama «puta» al recién elegido presidente Donald Trump y también rapea sobre la violación de la comentarista social y política conservadora Ann Coulter, que es partidaria de Trump, con una variedad de objetos extraños. Coulter respondió a la letra y dijo: «Creo que es desafortunado que la izquierda, desde Berkeley hasta Eminem con sus canciones de rap, haya normalizado la violencia contra las mujeres, como lo ha hecho Eminem». Eminem participó en los Premios BET Hip Hop 2017, usando su verso, un rap de estilo libre llamado «The Storm», para criticar aún más a Trump y a la administración por, entre otras cosas, el enfoque de Trump en las protestas de los jugadores de la Liga Nacional de Fútbol Americano durante «The Star Spangled Banner» sobre los esfuerzos de recuperación del huracán María y la falta de una reforma del control de armas tras el tiroteo de Las Vegas en 2017. Eminem puso fin a la cifra dando un ultimátum diciendo que los partidarios de Trump no pueden ser sus fanes. El verso recibió grandes elogios entre otros raperos luego de su lanzamiento. En octubre de 2017, Eminem apareció en «Revenge», una pista del álbum Beautiful Trauma de P!nk. Se informó que el Servicio Secreto entrevistó a Eminem entre 2018 y 2019, en relación con letras amenazantes hacia el presidente Trump y su hija Ivanka.
A fines de octubre de 2017, Eminem y Paul Rosenberg comenzaron a provocar lo que los fanáticos especularon que sería el título de un nuevo álbum titulado Revival, en forma de anuncios de un medicamento falso del mismo nombre. Más tarde, en noviembre, se lanzó el primer sencillo «Walk on Water», que incluía a Beyoncé. La canción fue interpretada por primera vez por Eminem en los MTV Europe Music Awards 2017 el 12 de noviembre, con Skylar Grey. Apareció en Saturday Night Live el 18 de noviembre, interpretando «Walk on Water», «Stan» y «Love the Way You Lie» con Skylar Grey. El 28 de noviembre, Dr. Dre publicó un video que confirmaba que la fecha de lanzamiento del álbum era el 15 de diciembre de 2017. El 8 de diciembre, Eminem lanzó un sencillo promocional titulado «Untouchable», que incluía una muestra del dúo Cheech & Chong. A pesar de una filtración en línea del álbum dos días antes, Revival se lanzó según lo planeado el 15 de diciembre. El 5 de enero de 2018, se lanzó el segundo sencillo «River», que incluía a Ed Sheeran. Se convirtió en el octavo álbum consecutivo de Eminem en encabezar el Billboard 200 de EE. UU. tras su lanzamiento con 197 000 copias vendidas en su primera semana. Como resultado, se convirtió en el primer acto musical en tener ocho entradas seguidas debutando en la cima de la lista. El álbum recibió críticas mixtas de los críticos musicales y, en general, se considera su peor álbum. En 2018, Revival lanzó una edición extendida de «Nowhere Fast» con Kehlani y un remix de «Chloraseptic» con 2 Chainz y Phresher.
El 31 de agosto de 2018, Eminem lanzó su décimo álbum de estudio y su primer álbum sorpresa Kamikaze, convirtiéndolo en su segundo álbum de estudio de larga duración en 8 meses. El álbum encabezó el Billboard 200, convirtiéndose en su noveno álbum consecutivo en hacerlo, después de vender 434 000 unidades en la primera semana. El álbum fue lanzado como respuesta a las críticas a Revival, su álbum peor calificado. El álbum fue promocionado con tres sencillos: «Fall», «Venom», de la película de 2018 del mismo nombre y «Lucky You». Durante el episodio del 15 de octubre de 2018 del programa de televisión nocturno Jimmy Kimmel Live!, Eminem interpretó la canción «Venom» en el piso 103 del Empire State Building en la ciudad de Nueva York como promoción del álbum.
El 1 de diciembre, Eminem lanzó un estilo libre de 11 minutos en su canal de YouTube titulado «Kick off». Eminem colaboró con varios artistas a principios de 2019, incluidos Boogie, Logic, Ed Sheeran, 50 Cent y Conway the Machine. El 23 de febrero de 2019, para celebrar su vigésimo aniversario, Eminem lanzó una reedición de The Slim Shady LP, que incluye a capellas, instrumentales y versiones editadas por radio de las pistas del álbum. Eminem fue uno de los cientos de artistas cuyo material fue destruido en el incendio de Universal Studios en 2008.

### 2020-2023:Music to Be Murdered ByyCurtain Call 2
El 17 de enero de 2020, Eminem lanzó otro álbum sorpresa Music to Be Murdered By. Grabado de 2019 a 2020, el álbum presenta apariciones especiales de Young M.A., Royce da 5'9", Q-Tip, Denaun Porter, White Gold, Ed Sheeran, Juice WRLD, Skylar Grey, Anderson .Paak, Don Toliver, Kxng Crooked, Joell Ortiz y Black Thought. El álbum debutó en el número uno en el Billboard 200, vendiendo 279 000 unidades equivalentes a álbumes en su primera semana. Posteriormente, Eminem se convirtió en el primer artista en tener diez álbumes consecutivos debutando en el número uno en EE. UU. y uno de los seis artistas que han lanzado al menos diez álbumes número uno en el país. Los críticos musicales elogiaron las habilidades líricas de Eminem y la producción mejorada después de Kamikaze, mientras que las críticas se dirigieron hacia la estructura de la canción formulada del álbum, la falta de innovación y el valor del impacto.
La letra de «Unaccommodating», en la que Eminem hace referencia al atentado con bomba en el Manchester Arena de 2017, generó importantes críticas, y muchos críticos consideraron que la letra era objetable. El alcalde de Mánchester denunció la letra de la canción y la describió como «innecesariamente hiriente y profundamente irrespetuosa». La letra también provocó críticas generalizadas de los familiares de las víctimas y otras personas involucradas en el ataque. El 9 de febrero de 2020, Mathers interpretó «Lose Yourself» en la 92.ª edición de los Premios de la Academia. El 9 de marzo de 2020, se lanzó en YouTube el video musical de la canción «Godzilla» a través del canal de Lyrical Lemonade. El video presenta a Mike Tyson y a Dr. Dre. Al 10 de marzo de 2022, el video musical tiene más de 464,9 millones de visitas. El 11 de marzo de 2020, Music to Be Murdered By obtuvo la certificación de oro. El 9 de julio de 2020, la hija de Kid Cudi, Vada, anunció a través de las redes sociales que lanzaría una canción con Eminem llamada «The Adventures of Moon Man & Slim Shady» el próximo viernes.
El 18 de diciembre de 2020 se lanzó una edición de lujo del álbum, titulada Music to Be Murdered By: Side B. Al igual que los dos álbumes anteriores de Eminem, se lanzó sin ningún anuncio previo. Contiene un disco extra con dieciséis pistas nuevas, con apariciones especiales de Skylar Grey, DJ Premier, Ty Dolla Sign, Dr. Dre, Sly Pyper, MAJ y White Gold. El lanzamiento del álbum estuvo acompañado de un video musical de «Gnat», dirigido por Cole Bennett. Music to Be Murdered By: Side B se proyecta que la cara B debute en el Billboard 200 en el número 3, con 70 000 a 80 000 unidades equivalentes a álbumes, incluidas 25 000 y 30 000 en ventas puras de álbumes. En la canción «Zeus», se disculpa con Rihanna por una canción filtrada de sus sesiones de estudio de Relapse en las que se puso del lado de Chris Brown, quien se declaró culpable de un delito grave de agresión que la involucró en 2009.
Anunció el 28 de septiembre de 2021 en sus redes sociales que aparecería en una canción con Polo G y Mozzy llamada «Last One Standing» de Skylar Gray para la banda sonora de la película Venom: Let There Be Carnage, estrenada en septiembre.
Eminem actuó junto a LL Cool J en la ceremonia del Salón de la Fama del Rock and Roll el 30 de octubre de 2021.
El 13 de febrero de 2022, encabezó el espectáculo de medio tiempo del Super Bowl LVI junto a Dr. Dre, Snoop Dogg, Mary J. Blige y Kendrick Lamar. La actuación recibió elogios por parte de la crítica y le valió su primer galardón en los Premios Primetime Emmy.
Eminem anunció el 23 de mayo de 2022 en su Instagram que él y CeeLo Green colaborarán en una nueva canción titulada «The King and I» que será producida por Dr. Dre y aparecerá en la banda sonora de la película Elvis de Baz Luhrmann. Fue lanzado el 16 de junio de 2022, una semana antes de su fecha anunciada.
El 24 de junio de 2022, Eminem y Snoop Dogg lanzaron una canción titulada «From the D to the LBC» para aplastar su carne de res que comenzó con una entrevista de Snoop Dogg con Breakfast Club y un diss posterior de Eminem sobre la canción «Zeus» de Music to be Murdered By: Side B. Eminem había confirmado previamente en «Killer (Remix)» que Dr. Dre había intervenido para aplastar la carne, pero Snoop anunció una colaboración para aplastarla de una vez por todas. Los dos habían colaborado previamente en la canción «Bitch Please II» del segundo álbum de Eminem, The Marshall Mathers LP. El video musical de la canción también se lanzó el mismo día después de que los dos lo presentaran en Apefest.
Eminem anunció su segundo álbum de grandes éxitos el 11 de julio de 2022, titulado Curtain Call 2, que es una secuela de su primera compilación Curtain Call: The Hits. El álbum cubre sus álbumes desde Relapse hasta Music to be Murdered By, así como colaboraciones y canciones de bandas sonoras de películas. Fue lanzado el 5 de agosto de 2022 y también incluye «The King and I», «From the D 2 the LBC» y una nueva pista adicional llamada «Is This Love ('09)» con 50 Cent.
El 26 de agosto de 2022, Eminem apareció junto a Kanye West en el remix de la canción «Use This Gospel» del nuevo álbum God Did de DJ Khaled. El remix originalmente estaba programado para ser lanzado en el álbum archivado de West «Jesus Is King Part II». La canción cuenta con la producción de Dr. Dre y su equipo de producción llamado ICU.
Eminem fue incluido en el Salón de la Fama del Rock and Roll en 2022. Fue presentado por Dr. Dre y tuvo apariciones especiales del vocalista principal de Aerosmith, Steven Tyler, y Ed Sheeran durante su actuación.

### 2024-presente:The Death of Slim Shady (Coup de Grâce)
Eminem apareció en la canción «Doomsday Pt. 2» de Lyrical Lemonade, que se lanzó el 26 de enero de 2024, con un video musical que se estrenó en YouTube el 13 de marzo. La canción presenta insultos dirigidos a Benzino, quien ha tenido un problema de larga data con Eminem, con líneas como «Tengo un acertijo, una condición: no debes reírte. ¿Cuál es el opuesto de Benzino? Una jirafa». Los insultos son una respuesta a la canción de Benzino «Rap Elvis».
Durante un episodio de Jimmy Kimmel Live! el 19 de marzo de 2024, Dr. Dre declaró que Eminem tenía la intención de lanzar un nuevo álbum ese año. El 25 de abril, Eminem apareció junto a Roger Goodell en la ceremonia de apertura del draft de la NFL de 2024 en Detroit. Al mismo tiempo, Eminem anunció un duodécimo álbum de estudio titulado The Death of Slim Shady (Coup de Grâce), con un lanzamiento planificado para finales de año. El tráiler del álbum, que se mostró en NFL Network, analiza brevemente el «asesinato» del personaje de Slim Shady en un formato de crimen real. 50 Cent también aparece en un cameo. El álbum es producido por Dr. Dre y The ICU.
El 28 de mayo de 2024, el rapero publicó un video conjunto en Instagram con el mago David Blaine. El video muestra una videollamada entre Eminem y Blaine, con el primero pidiendo ayuda y un truco de magia al que el segundo responde comiendo una copa de vino. Luego, el rapero adelanta la canción «Houdini» tocando un breve fragmento instrumental. Al final del clip, se revela el título de la canción y la fecha de lanzamiento. Fue lanzado el 31 de mayo de 2024 como el sencillo principal. Encabezó las listas en muchos países, además de debutar en el número 1 en el Billboard Global 200 y en el número 2 en el Hot 100.
El 28 de junio de 2024, Eminem publicó un avance del segundo sencillo del álbum, titulado «Tobey» y con la participación de los raperos de Detroit Big Sean y BabyTron. El breve clip en blanco y negro mostraba al rapero con una máscara de Jason y empuñando una motosierra mientras estaba de pie junto a los artistas destacados, con un fragmento instrumental sonando de fondo. La canción se lanzó el 2 de julio, con un video musical producido por Cole Bennett que lo acompaña el 5 de julio. El título de la canción es una referencia al actor Tobey Maguire, conocido por su papel en las películas de Spider-Man; el arte del sencillo también es una referencia al icónico meme «Tres Spidermans apuntando». El 31 de agosto de 2024, el rapero LL Cool J lanzó el sencillo "Murdergram Deux", con Eminem, marcando la primera colaboración de la pareja.

## Arte

### Influencias, estilo y técnicas de rap
Eminem ha citado a varios MC que influyeron en su estilo de rap, incluidos Esham, Kool G Rap, Masta Ace, Big Daddy Kane, Newcleus, Ice-T, Mantronix, Melle Mel —en «The Message»—, LL Cool J, Beastie Boys, Run-D.M.C., Rakim y Boogie Down Productions. En How to Rap, Guerilla Black señala que Eminem estudió a otros MC para perfeccionar su técnica de rap: «Eminem escuchó todo y eso es lo que lo convirtió en uno de los grandes». En el libro, otros MC también elogian aspectos de su técnica de rap: temas variados y humorísticos, conectarse con su audiencia, transmitir un concepto a lo largo de una serie de álbumes, esquemas de rima complejos, doblar palabras para que rimen, rimas polisilábicas, muchas rimas en un compás, ritmos complejos, enunciación clara, y el uso de la melodía y la síncopa. Se sabe que Eminem escribe la mayoría de sus letras en papel —documentado en The Way I Am—, tardando varios días o una semana en escribir letras, siendo un «adicto al trabajo» y «apilando» voces. Ejemplos de subgéneros de hip hop en los que se ha descrito la música de Eminem incluyen horrorcore, comedy hip hop, y hardcore hip hop. Eminem también incorpora rap rock en su música y ha citado actos de rock durante las décadas de 1970 y 1980, como Jimi Hendrix y Led Zeppelin, como influencias en su música.

### Alter egos
Eminem usa alter ego en sus canciones para diferentes estilos de rap y temas. Su alter ego más conocido, Slim Shady, apareció por primera vez en el Slim Shady EP y estuvo en The Slim Shady LP, The Marshall Mathers LP, The Eminem Show, Encore, Relapse, The Marshall Mathers LP 2, Kamikaze y Music to Be Murdered By. En este personaje, sus canciones son violentas y oscuras, con un toque cómico. Eminem restó importancia a Slim Shady en Recovery porque sintió que no encajaba con el tema del álbum. Otro personaje es Ken Kaniff, un homosexual que se burla de las canciones de Eminem. Ken fue creado e interpretado originalmente por su compañero rapero de Detroit Aristóteles en Slim Shady LP, donde Kaniff hace una broma telefónica a Eminem. Una discusión después del lanzamiento del álbum llevó a Eminem a usar el personaje de Kaniff en Marshall Mathers y álbumes posteriores —excepto Encore y Recovery—. Aristotle, enojado con el uso de su personaje por parte de Eminem, lanzó un mixtape en su personaje de Kaniff ridiculizándolo.

### Colaboraciones y producciones
Aunque Eminem suele colaborar con raperos de Aftermath Entertainment y Shady Records como Dr. Dre, 50 Cent, D12, Obie Trice y Yelawolf, también ha trabajado con Redman, Kid Rock, DMX, Lil Wayne, Missy Elliott, Jay Z, Drake, Rihanna, Nas, Nicki Minaj, Xzibit, Method Man, Jadakiss, Fat Joe, Sticky Fingaz, T.I. y Young Jeezy. Eminem rapeó un verso en una presentación en vivo del remix «Touch It» de Busta Rhymes en los BET Music Awards de 2006. Apareció en el sencillo de Akon «Smack That» de Konvicted, el éxito de Lil Wayne «Drop the World» y «My Life» —el sencillo principal del álbum Street King Immortal de 50 Cent—.
Eminem fue el productor ejecutivo de los dos primeros álbumes de D12 —Devil's Night y D12 World—, Cheers de Obie Trice y Second Round's on Me, Get Rich or Die Tryin' y The Massacre de 50 Cent. Ha producido canciones para otros raperos como «Welcome To D-Block» de Jadakiss, «Renegade» y «Moment of Clarity» de Jay-Z, «On Fire» de Lloyd Banks, «Warrior Part 2» y «Hands Up», «Drama Setter» de Tony Yayo, «Welcome 2 Detroit» de Trick-Trick y «My Name» y «Don't Approach Me» de Xzibit. La mayor parte de The Eminem Show fue producida por Eminem y su antiguo colaborador, Jeff Bass, y Eminem coprodujo Encore con Dr. Dre. En 2004, Eminem fue coproductor ejecutivo del álbum póstumo de 2Pac Loyal to the Game con la madre de Shakur, Afeni. Produjo el sencillo número uno del Reino Unido «Ghetto Gospel», con Elton John; «The Cross», del álbum de Nas God's Son; y ocho pistas del álbum de Obie Trice de 2006, Second Round's on Me —que también aparece sobre «There They Go»—. Eminem produjo varias pistas en The Villain de Trick-Trick —apareciendo en «Who Want It»— y produjo cuatro pistas en el álbum de Cashis de 2013 The County Hound 2.
Eminem se considera inusual al estructurar sus canciones en torno a la letra, en lugar de escribir al ritmo. Una excepción fue «Stan», que surgió de una idea y una pista de scratch producida por 45 King. Después de hacer poca producción en Relapse y Recovery, Eminem produjo una parte significativa de The Marshall Mathers LP 2. Dijo sobre producir su propia música: «A veces, puedo tener algo en mi cabeza, como una idea o el estado de ánimo de algo que querría, y no siempre voy a conseguir eso revisando diferentes pistas que otras personas han hecho. No saben lo que tengo en la cabeza. Creo que tal vez ayude, un poco, con la diversidad, el sonido de eso, pero también, se me metería algo en la cabeza y quisiera poder establecer esa idea desde cero». En 1998, cuando todavía tenía problemas con el rapero Cage, el rapero de Nueva York Necro —que anteriormente había producido tres canciones para Cage— conoció a Eminem y le dio un CD con el ritmo de lo que finalmente se convirtió en el ritmo de la canción «Black Helicopters» del grupo de rap Non-Phixion. A pesar de que Eminem nunca lo usó, Necro todavía dijo cosas positivas sobre Eminem y aparecería en Shade 45 años después.

### Comparaciones con otros artistas
Como intérprete blanco prominente en un género influenciado por artistas negros, Eminem ha sido comparado, para su disgusto, con Elvis Presley, y líricamente ha sido comparado con Bob Dylan. El rapero Asher Roth ha sido comparado con Eminem y Roth le dedicó una canción de su álbum —«As I Em»—, que le ofendió. El consumado trompetista Nicholas Payton ha llamado a Eminem «el Bix Beiderbecke del hip hop».

## Otros emprendimientos

### Shady Records
Tras las ventas de discos multiplatino de Eminem, Interscope le ofreció su propio sello; él y Paul Rosenberg fundaron Shady Records a fines de 1999. Eminem firmó con su colectivo de Detroit, D12 y el rapero Obie Trice para el sello y firmó con 50 Cent en una empresa conjunta de 2002 con el sello Aftermath de Dr. Dre. En 2003, Eminem y Dr. Dre agregaron al rapero de Atlanta Stat Quo a la lista de Shady-Aftermath. DJ Green Lantern, el exDJ de Eminem, estaba con Shady Records hasta que una disputa relacionada con la disputa entre 50 Cent y Jadakiss lo obligó a dejar el sello. The Alchemist es actualmente el DJ de la gira de Eminem. En 2005, Eminem contrató a otro rapero de Atlanta, Bobby Creekwater, y al rapero de la costa oeste Cashis para Shady Records.
El 5 de diciembre de 2006, se lanzó el álbum recopilatorio Eminem Presents: The Re-Up en Shady Records. El proyecto comenzó como un mixtape, pero cuando Eminem encontró el material mejor de lo esperado, lo lanzó como álbum. The Re-Up tenía la intención de presentar Stat Quo, Cashis y Bobby Creekwater. Mientras grababa Infinite, Eminem, Proof y Kon Artis reunieron a un grupo de compañeros raperos ahora conocidos como D12, abreviatura de «Detroit Twelve» o «Dirty Dozen», que actuaban con un estilo similar al de Wu-Tang Clan. En 2001, se lanzó el álbum debut de D12, Devil's Night. El primer sencillo del álbum fue «Shit on You», seguido de «Purple Pills» —una oda al uso recreativo de drogas— y «Fight Music». «Purple Pills» se reescribió para radio y televisión, eliminando muchas de las referencias de la canción a las drogas y el sexo y se renombró como «Purple Hills».
Después de su debut, D12 se tomó un descanso de tres años del estudio. Se reunieron en 2004 para su segundo álbum, D12 World, que incluía los exitosos sencillos «My Band» y «How Come». «American Psycho 2» con el miembro de Cypress Hill, B-Real, fue otro éxito popular. Según Bizarre, miembro de D12, Eminem no apareció en su álbum Blue Cheese & Coney Island porque «está ocupado haciendo lo suyo».
En enero de 2014, Bass Brothers anunció que D12 había vuelto a grabar en F.B.T. Studio y estaban trabajando en un álbum con Eminem en al menos tres canciones. Bizarre informó que todavía era parte del grupo y que el lanzamiento del álbum estaba programado para 2014.

### Shade 45
Eminem estableció su propio canal, Shade 45, que reproduce hip hop sin cortes. Eminem también estableció un nuevo programa matutino, Sway in the Morning with Sway Calloway, un animado programa matutino que se transmite a las 8:00 a. m., de lunes a viernes.
Eminem promocionó la estación en una convención nacional simulada de 2004 —la «Shady National Convention»— en el Roseland Ballroom de la ciudad de Nueva York, en la que Donald Trump lo respaldó. En su álbum Revival (2017), Eminem expresó su arrepentimiento por haber colaborado con Trump, rapeando: «Ojalá lo hubiera escupido antes de ir a estrecharle la mano en el evento».

### Carrera de actuación
Después de pequeños papeles en la película de 2001 The Wash y como extra en el video musical de Korn de 1998 para «Got the Life» —durante el cual le dio a la banda una cinta de demostración—, Eminem hizo su debut en Hollywood en la película semiautobiográfica de 2002 8 Mile. Dijo que era una representación de crecer en Detroit en lugar de un relato de su vida. Grabó varias canciones nuevas para la banda sonora, incluida «Lose Yourself» —que ganó un Premio de la Academia a la Mejor Canción Original en 2003 y se convirtió en el sencillo de hip hop número 1 de mayor duración en la historia—. Eminem estuvo ausente de la ceremonia y el cocompositor Luis Resto aceptó el premio.
Eminem prestó su voz a un oficial de policía anciano, corrupto y que hablaba ébano en el videojuego 50 Cent: Bulletproof y participó como invitado en el programa de televisión de Comedy Central Crank Yankers y en una caricatura web, The Slim Shady Show, una versión cinematográfica de Have Gun - Will Travel, y fue considerado para el papel de David Rice en la película Jumper de 2008. Eminem tuvo un cameo, discutiendo con Ray Romano, en la película Funny People de 2009. En una entrevista de 2010 con Jonathan Ross, dijo: «Sabes, amo mucho la música. Esta es mi pasión, esto es lo que quiero hacer. No digo que no volveré a hacer una película nunca más, pero este soy yo».
Se interpretó a sí mismo en el final de la séptima temporada de Entourage «Lose Yourself» con Christina Aguilera. Aunque a Eminem se le ofreció el papel principal en la película de ciencia ficción Elysium de 2013, lo rechazó porque el director Neill Blomkamp no cambiaría su ubicación de Los Ángeles a Detroit. Eminem tuvo un cameo como él mismo en la película The Interview de 2014. Durante una entrevista con el personaje principal, Dave Skylark —James Franco—, Eminem se declara satíricamente gay.

### Libros y memorias
El 21 de noviembre de 2000, Eminem publicó Angry Blonde, un libro de no ficción que presenta un comentario de varias de sus propias canciones, junto con varias fotografías inéditas.
El 21 de octubre de 2008 se publicó su autobiografía The Way I Am. El libro fue publicado por primera vez el 21 de octubre de 2008 por Dutton Adult. Es una colección de historias personales, reflexiones, fotografías, obras de arte originales y hojas de letras originales de Eminem de «Stan» y «The Real Slim Shady». Detalla sus luchas con la pobreza, las drogas, la fama, la angustia, la familia y la depresión, junto con historias sobre su ascenso a la fama y comentarios sobre controversias pasadas. El libro está ilustrado con fotos nunca antes publicadas de la vida de Eminem. También contiene dibujos originales, hojas de letras inéditas y otros recuerdos raros. La autobiografía lleva el nombre de la canción del mismo nombre.
El mes siguiente se publicó una autobiografía de la madre de Eminem —My Son Marshall, My Son Eminem—, en la que Debbie Nelson describe su infancia y adolescencia, conociendo al padre de Eminem y el ascenso de su hijo a la fama —y su lucha con ella—.

### RestauranteMom's Spaguetti
El 29 de septiembre de 2021, Eminem y Union Joints abrieron un restaurante de espagueti en 2131 Woodward Ave en Detroit. Es una referencia a la letra «His palms are sweaty, knees weak, arms are heavy/There's vomit on his sweater already, mom's spaghetti» de la canción «Lose Yourself», que se convirtió en un meme de Internet. Mom's Spaghetti fue previamente una ventana emergente en Detroit en 2017 y en Coachella en 2018.

### Publicidad
Eminem apareció en dos comerciales que se mostraron durante el Super Bowl XLV. En el primero, un spot de un minuto para el té helado Brisk de Lipton, es una figura de plastilina. En el segundo, un anuncio de dos minutos, el más largo en la historia del Super Bowl en ese momento, para el Chrysler 200, Eminem conduce por Detroit —con «Lose Yourself» como banda sonora— para su espectáculo en el Teatro Fox.

### Trabajo de caridad
Eminem estableció la Fundación Marshall Mathers para ayudar a los jóvenes desfavorecidos. La fundación trabaja en conjunto con una organización benéfica fundada por Norman Yatooma, un abogado de Detroit. Durante la pandemia de COVID-19 en 2020, donó un par de zapatos Air Jordan 4 Retro Eminem Carhartt, que son raros, para rifarlos y las ganancias se destinaron al alivio de COVID-19. Ese mismo año, donó «espaguetis de mamá», una referencia a una línea de su canción «Lose Yourself», a los trabajadores de la salud del Sistema de Salud Henry Ford en Detroit.

### Royality Flow
En septiembre de 2017, una empresa llamada Royalty Flow —una subsidiaria de Royalty Exchange—, presentó una solicitud de oferta pública inicial en virtud de la Regulación A+ de la SEC para recaudar dinero con la intención de comprar el 15% o el 25% del antiguo equipo de producción de Eminem —The Bass Brothers, también conocido como FBT Productions— parte de sus regalías de grabación de sonido.

### Política
Eminem ha expresado sus puntos de vista políticos en múltiples canciones; sin embargo, se ha abstenido de respaldar directamente a los políticos, centrándose más en las críticas. El primero fue «Mosh», que se estrenó en 2004, pocas semanas antes de las elecciones presidenciales de Estados Unidos de 2004, y criticó duramente al entonces presidente George W. Bush, pero tampoco respaldó directamente a John Kerry. No volvería a expresar opiniones políticas hasta las elecciones presidenciales de Estados Unidos de 2016, cuando lanzó «Campaign Speech», en el que criticaba al candidato presidencial Donald Trump. Al año siguiente, criticó a Trump en un estilo libre titulado «The Storm». En el estilo libre, expresó su apoyo al exmariscal de campo de los 49ers de San Francisco Colin Kaepernick y las protestas del himno nacional de EE. UU., y expresó su disgusto por cualquiera de sus fanáticos que apoyen a Trump. En su canción «Darkness», hace una fuerte referencia al tiroteo masivo de Las Vegas de 2017, y al final del video musical expresa su apoyo al control de armas. La semana antes de las elecciones presidenciales de Estados Unidos de 2020, aprobó que su canción «Lose Yourself» se usara en un video de campaña de Joe Biden. Después de que la Corte Suprema de los Estados Unidos anuló Roe v. Wade, Eminem publicó un tuit en su Twitter expresando su descontento por la decisión diciendo: «Como padre, me molesta que las mujeres tengan menos derechos 2 días que hace solo unos días... estamos jodidos yendo hacia atrás. Así es como 2 ayudan en Michigan. [sic]» e incluía un enlace a una organización a favor del derecho a decidir en Míchigan.

## Vida personal

### Familia
Eminem ha sido analizado, tanto como rapero como personalidad. Estuvo casado dos veces con Kimberly Anne Scott. Conoció a Scott en la escuela secundaria mientras estaba parado en una mesa sin camisa rapeando «I'm Bad» de LL Cool J. Scott y su hermana gemela Dawn se habían escapado de casa; se mudaron con Eminem y su madre cuando él tenía 15 años y comenzó una relación intermitente con Scott en 1989.
Mathers y Scott se casaron en 1999 y se divorciaron en 2001. Su hija Hailie nació el 25 de diciembre de 1995. Aunque Eminem le dijo a Rolling Stone en 2002: «Preferiría tener un bebé a través de mi pene que volver a casarme», él y Scott se volvieron a casar brevemente en enero de 2006. Solicitó el divorcio a principios de abril y acordó la custodia compartida de Hailie. Hailie es una influencer de las redes sociales, específicamente en moda y belleza.
Eminem también tiene la custodia de la hija de su cuñada Dawn, y el hijo de Kim de otra relación.
A principios de 2010, Eminem negó los informes de los tabloides de que él y Kim habían renovado su relación romántica; sin embargo, en la misma declaración, su representante también confirmó que ahora mantienen una relación amistosa. Tenía la custodia legal de su medio hermano menor, Nathan.
En su canción de 2013 «Headlights», Eminem se disculpó y reiteró su amor por su madre.
En septiembre de 2024, Eminem anunció que su hija Hailie Jade está embarazada. El 14 de marzo de 2025, nació el niño anunciado previamente, lo que llevó a que Eminem se convirtiera en abuelo.

### Problemas de salud
Eminem ha hablado públicamente sobre su adicción a los medicamentos recetados, incluidos Vicodin, Ambien y Valium. Según un amigo y miembro de D12, Proof, Eminem se enderezó por primera vez en 2002. Durante la producción de 8 Mile, Eminem, trabajando 16 horas al día, desarrolló insomnio. Un asociado le dio una tableta de Ambien que «[lo] dejó inconsciente», animándolo a obtener una receta. Esta fue la primera experiencia de adicción a las drogas de Eminem, que lo afectaría durante varios años. Cerca del final de la producción de Encore, «simplemente iba al estudio y se entretenía [con] un bolsillo lleno de pastillas». Eminem comenzó a tomar las drogas para «sentirse normal», tomando una «cantidad ridícula [...] que podría consumir entre 40 y 60 Valium [en un día]. Vicodin, tal vez 30». Las drogas lo ponían a dormir por no más de dos horas, después de lo cual tomaba más. El peso de Eminem aumentó a 230 libras (104,3 kg) y comía comida rápida con regularidad: «Los niños detrás del mostrador me conocían, ni siquiera los desconcertaba. O me sentaba en Denny's o Big Boy y simplemente comía por yo mismo. Fue triste». Eminem se volvió menos reconocible debido a su aumento de peso y una vez escuchó a dos adolescentes discutiendo sobre si era él o no: «Eminem no está gordo».

#### Sobredosis en 2007
En diciembre de 2007, Eminem fue hospitalizado tras una sobredosis de metadona. Primero le había comprado a un narcotraficante que le había dicho que era «como Vicodin, y más suave para su hígado». Continuó comprando más hasta que una noche colapsó en su baño y lo llevaron de urgencias al hospital. Los médicos allí le dijeron que había ingerido el equivalente a cuatro bolsas de heroína y que estaba «a unas dos horas de morir». Después de perderse la Navidad con sus hijos, Eminem salió de las instalaciones, débil y no completamente desintoxicado. Se rompió el menisco de la rodilla después de quedarse dormido en su sofá, lo que requirió cirugía; después de regresar a casa, tuvo una convulsión. Su consumo de drogas «regresó a donde estaba antes» en un mes. Eminem comenzó a asistir a las reuniones de la iglesia para limpiarse, pero después de que le pidieron autógrafos, buscó la ayuda de un consejero de rehabilitación. Comenzó un programa de ejercicios que enfatizaba correr. Elton John fue un mentor durante este período, llamando a Eminem una vez a la semana para ver cómo estaba. Eminem ha estado sobrio desde el 20 de abril de 2008.

### Amenazas
El 5 de abril de 2020, Matthew Hughes, un vagabundo de 26 años, irrumpió en la casa de Eminem y rompió la ventana de la cocina con un adoquín. Eminem se despertó con Hughes parado detrás de él y dijo que estaba allí para matarlo. Hughes tenía una fianza en efectivo de $50 000 y fue acusado de allanamiento de morada en primer grado y destrucción maliciosa de propiedad. En 2019, Hughes se declaró culpable de irrumpir en una casa de Rochester Hills en busca de Eminem.
El 23 de agosto de 2023, se reveló que el autor del tiroteo en Jacksonville de 2023, Ryan Palmerer, apuntó a Eminem y Machine Gun Kelly como sus víctimas en un ataque por motivos raciales. Ambos no han respondido aún a estas declaraciones.

## Disputas
Eminem ha tenido disputas líricas durante su carrera con muchos artistas discográficos, incluidos Christina Aguilera, Machine Gun Kelly, Everlast, Cage, Insane Clown Posse, Will Smith, Miilkbone, Mariah Carey, Nick Cannon, Limp Bizkit, Benzino, Ja Rule, Vanilla Ice, Canibus, Jermaine Dupri, Joe Budden, Lord Jamar y Charlamagne tha God.

### Insane Clown Posse
La disputa comenzó en 1997 cuando Eminem estaba organizando una fiesta para promocionar su EP debut, Slim Shady EP. Le dio a Joseph Bruce —Violent J de Insane Clown Posse— un folleto que decía «Con apariciones de Esham, Kid Rock e ICP —quizás—». Bruce preguntó por qué Eminem estaba promocionando una posible aparición de Insane Clown Posse sin contactar primero al grupo. Eminem explicó: «Dice “tal vez”. Tal vez estés allí; no lo sé. Por eso te pregunto ahora mismo. ¿Vienen a mi fiesta de lanzamiento, o qué?». Bruce, molesto por no haber sido consultado, respondió: «Joder no, no voy a ir a tu fiesta. Podríamos haberlo hecho, si nos hubieras preguntado primero, antes de ponernos en el puto volante como este».
Eminem tomó la respuesta de Bruce como una ofensa personal y posteriormente atacó al grupo en entrevistas de radio. Bruce y Utsler respondieron con una parodia de «My Name Is» de Eminem titulada «Slim Anus» y otras pistas como «Nuttin' But a Bitch Thang» y «Please Don't Hate Me». Eminem insultó a Insane Clown Posse en varias pistas de su álbum The Marshall Mathers LP (2000), incluidas «Marshall Mathers» y «Ken Kaniff». En 2002, Eminem los despreció brevemente en su sencillo «Business» de The Eminem Show.
Insane Clown Posse habló sobre la disputa aplastada en una entrevista con MTV, diciendo que Proof aplastó el conflicto en 2005, al que siguió un juego de bolos entre los miembros de D12 y Psychopathic Records. Violent J declaró que «nos contactó y tuvimos un juego de bolos, fue realmente genial. Somos algo diferente. Podrían habernos saltado y haber dicho que los olviden, pero nos incluyeron y dijeron que lo aplastemos».

### Everlast y Limp Bizkit
A principios de la década de 2000, Eminem fue notificado durante el Anger Management Tour que el exmiembro de House Of Pain, Everlast, se había burlado de él en una canción. Everlast afirmó que al pasar junto a Mathers en el vestíbulo de un hotel, Mathers le dirigió una «mirada extraña». El verso de Everlast de la canción estelar de Dilated Peoples «Ear Drums Pop (Remix)» contenía una referencia apenas velada a Eminem —«Golpea mi martillo, escupe un cometa como Haley/I buck a .380 on ones that act shady»— y decía a continuación para advertir: «Podrías recibir una paliza de donde vengo» en su relato del incidente. Ofendiéndose por esto, Eminem y D12 rápidamente comenzaron a trabajar en una canción de represalia, «I Remember», que rasgó a Everlast varias veces en público y con la canción.
Eminem y D12 respondieron con «Quitter», la segunda mitad de la cual es una imitación de «Hit 'Em Up» de 2Pac —una canción disidente dirigida a The Notorious B.I.G.—. La pista termina con las palabras habladas, «Fóllalo, eso es todo, terminé, lo prometo, terminé, eso es todo». Se informó que los viejos amigos de Eminem, Limp Bizkit, estaban destinados a aparecer en la canción, pero Fred Durst canceló en el último momento. El disco continuó su lanzamiento sin la participación de Limp Bizkit, lo que provocó que continuara la disputa Everlast-Mathers. En una entrevista de TRL, el miembro de Limp Bizkit, DJ Lethal, declaró que si Mathers y Everlast pelearan en la vida real, Everlast ganaría. Esto enfureció a Eminem hasta el punto de la ira y una pista insultante dirigida tanto a Everlast como a Limp Bizkit —es decir, Durst y Lethal— apareció en el debut principal de D12, Devil's Night, como la pista «Girls». Recientemente, las cosas parecen haberse asentado y ya no se escucha a Eminem insultando a Everlast o Limp Bizkit. Actualmente se desconoce si la disputa se resuelve.

### Canibus
La animosidad entre Canibus y Eminem comenzó cuando Canibus y Wyclef Jean se enfrentaron a Eminem y le preguntaron si había escrito como fantasma la canción «The Ripper Strikes Back» de LL Cool J. Eminem negó haber escrito la canción. Después de ser confrontado, dijo que Canibus fue «grosero» con él. Dos años más tarde, Canibus fue a ver a Eminem en el Warped Tour y se disculpó con él por sus reacciones y le preguntó si todavía quería la pista. Eminem estuvo de acuerdo, pero cuando escuchó la canción «Phuck U» del álbum 2000 B.C. de Canibus, pensó que la canción estaba dirigida a él y a LL Cool J. Poco después, Eminem lanzó su segundo álbum The Marshall Mathers LP (2000) y Canibus decidió continuar la «historia» del sencillo «Stan» de Eminem. Tituló la canción «U Didn't Care» y continuó disparando contra Eminem. Eminem decidió tomar más fotos de Canibus en su álbum The Eminem Show (2002) en temas como «Say What You Say», «When The Music Stops» y «Square Dance». Aunque Canibus no respondió de inmediato a las pistas, Eminem continuó disparándole, incluida una pista en la que apareció Eminem con Xzibit, titulada «My Name» del álbum Man vs. Machine de Xzibit. El 19 de noviembre de 2002, Canibus respondió con la pista titulada «Dr.C PhD». Más de un año después, Eminem lanzó la canción «Can-I-Bitch». Atacó a Canibus en un asunto humorístico. Desde entonces, las hostilidades se han calmado, pero Canibus intentó provocar un reencendido cuando filtró una pista titulada «Air Strike (Pop Killer)», que presentaba partes vocales de D12, donde Canibus dispara a Eminem y su difunto amigo Proof. Swift, miembro de D12, respondió al disco públicamente y dijo lo siguiente sobre DZK —otro rapero que aparece en la canción—: «[Él] nos pidió que hiciéramos una pista con él cuando ya estaba asociado con Canibus sin que lo supiéramos. Despreciaron a Em, tomaron nuestros versos y los agregaron a la canción, para que puedan generar tráfico y hacer que parezca que nosotros se estaban volviendo contra Em... como un intento desesperado de ser escuchado después de agacharse y esquivar a Em durante 7 años. Fue un movimiento directo».

### Michael Jackson
El video musical de «Just Lose It» generó controversia al parodiar el juicio por abuso de menores del cantante Michael Jackson, la cirugía plástica y un incidente en el que el cabello de Jackson se incendió mientras filmaba un comercial de Pepsi en 1984. Se prohibió en el canal BET, luego de las quejas de Benzino y otros —pero luego se restableció, ya que los críticos de la prohibición argumentaron que se podía ver el video «Tip Drill» de Nelly—. Ambos solo se vieron en BET: Uncut. Sin embargo, MTV no lo dejó caer y el video se convirtió en uno de los más solicitados del canal. Una semana después del lanzamiento de «Just Lose It», Jackson llamó al programa de radio de Steve Harvey para informar su descontento con el video. «Estoy muy enojado con la descripción que hace Eminem de mí en su video», dijo Jackson en la entrevista. «Siento que es escandaloso e irrespetuoso. Una cosa es burlarse, pero otra es degradante e insensible». El cantante continuó: «Admiro a Eminem como artista y me sorprendió. El video fue inapropiado e irrespetuoso para mí, mis hijos, mi familia y la comunidad en general». Muchos de los seguidores y amigos de Jackson habló sobre el video, incluido Stevie Wonder, quien calificó el video de «patear a un hombre mientras está caído» y «mierda», y Steve Harvey, quien declaró: «Eminem ha perdido su pase del ghetto. Queremos que nos devuelvan el pase».

### Ja Rule
El conflicto de Eminem con Ja Rule comenzó después de que 50 Cent firmara con Shady Records y Aftermath. Ja Rule declaró que tenía un problema con Eminem y Dr. Dre de contratar a alguien con quien tenía conflictos. El 19 de noviembre, Ja Rule e Irv Gotti fueron invitados especiales en el programa matutino de Star and Bucwild en Hot 97 NYC. Gotti afirmó tener «documentos legales» que hacen referencia a una orden de protección que 50 Cent «tiene sobre él». Ja Rule amenazó con que, si 50 Cent lanzaba alguna pista disidente, tomaría medidas contra sus dos productores. Sin embargo, Dr. Dre fue quien produjo la canción «Back Down» de 50 Cent en 2003 del álbum Get Rich Or Die Tryin', que incluía letras que insultaban no solo a Murder Inc., sino también a la madre, la esposa y los hijos de Ja Rule; en la canción, rapea: «Tu Mami, tu Papi, esa perra que persigues a tus pequeños y sucios hijos, los borraré».
Busta Rhymes decidió unirse al conflicto cuando apareció en el tema «Hail Mary 2003», con Eminem y 50 Cent.
La disputa se intensificó cuando Ja Rule lanzó una disertación llamada «Loose Change» en la que criticaba a 50 Cent y también a Eminem, llamando a este último «Feminem» y Dr. Dre «bisexual» y rapeando que Suge Knight sabía que Dre «traía casa de travestis». También incluye la letra que insulta a la famosa madre separada de Eminem, Debbie Mathers, a su exesposa Kim y a su hija Hailie, que entonces tenía ocho años: «Em, dices que tu madre es una drogadicta y que Kim es una puta conocida, entonces, ¿qué será Hailie cuando crezca?». Eminem, junto con D12 y Obie Trice, respondió con la canción «Doe Rae Me» —también conocida como «Hailie's Revenge»—. Desde entonces, la grieta se ha enfriado.

### Benzino yThe Source
En 2003, el rapero Benzino, copropietario silencioso de The Source, lanzó un sencillo disstrack titulado «Pull Your Skirt Up» que apuntaba a Eminem. La pista atacó la «credibilidad callejera» de Eminem y lo acusó de ser una herramienta de la industria musical. Eminem había sido descubierto por The Source después de que el escritor Rigo Morales lo presentara en la famosa columna mensual «Unsigned Hype» de la revista.
En el mismo año, The Source publicó un artículo escrito por Kimberly Osorio que identificó e investigó la historia de una vieja cinta de demostración que la revista descubrió donde Eminem insultaba a las mujeres negras y usaba la palabra «nigger». La demostración incluía una canción llamada «Foolish Pride», grabada a fines de la década de 1980 cuando Eminem afirmó haber sido «abandonado» por su entonces novia afroamericana. Eminem respondió con dos pistas tituladas «Nail in the Coffin» y «The Sauce». Benzino luego lanzaría más pistas. Como resultado del conflicto, los anuncios de Shady/Aftermath fueron retirados de la revista. XXL, que había presentado una cobertura negativa de los artistas de Shady/Aftermath desde que Eminem se burló de ellos en «Marshall Mathers» de The Marshall Mathers LP, intervino para llenar el vacío, aceptando anuncios de Shady/Aftermath.

### Mariah Carey y Nick Cannon
Eminem ha escrito varias canciones en referencia a una relación con la cantante de R&B Mariah Carey, aunque ella niega que alguna vez hayan tenido intimidad. Eminem la ha mencionado en muchas canciones, incluidas «When the Music Stops», «Superman», «Jimmy Crack Corn», «Bagpipes from Baghdad» y «The Warning». Mientras que «Superman» se lanzó en 2003, Carey lanzó una canción titulada «Clown» en su álbum Charmbracelet, lanzado en 2002, que hace referencias similares en línea con su éxito de 2009 «Obsessed».
«Bagpipes from Baghdad» de Eminem de su álbum Relapse puede ser su referencia más conocida a Carey debido a la controversia que causó. La canción menosprecia la relación de Carey y su exesposo Nick Cannon. Cannon respondió a Eminem diciendo que su carrera se basa en la «intolerancia racista» y que se vengaría de Eminem, bromeando diciendo que podría volver a rapear. Eminem declaró más tarde que la pareja malinterpretó la canción y les deseaba lo mejor a los dos. Cannon también declaró que no había resentimientos y que solo tenía que expresar sus sentimientos sobre la canción.
En 2009, Carey estrenó «Obsessed», sobre un hombre obsesionado que asegura tener una relación con ella. Cannon afirmó que la canción no era un insulto dirigido a Eminem. Sin embargo, Eminem respondió a finales de julio de 2009 con el lanzamiento de una pista titulada «The Warning». Contenía muestras de grabaciones de mensajes de voz que, según Eminem, Carey dejó cuando los dos estaban juntos. Eminem también insinuó que tenía otras pruebas de su relación en su poder. Un poco más de un año después, en septiembre de 2010, Cannon respondió con la canción «I'm a Slick Rick», burlándose de Eminem.

### Moby
Después del lanzamiento de The Marshall Mathers LP, el popular artista de música electrónica Moby comenzó a hablar en contra de la letra del álbum, citando referencias a la misoginia y la homofobia como inaceptables. Eminem respondió con varias líneas insultantes sobre Moby en «Without Me», el sencillo principal de su próximo álbum The Eminem Show.
En 2004, Moby elogió a Eminem por criticar a los entonces estadounidenses. el presidente George W. Bush en la canción «Mosh», un tema de Encore. La disputa ha terminado desde entonces.

### DeKamikaze
A lo largo del álbum, las letras critican a otros músicos, principalmente raperos murmuradores, y varios han respondido públicamente. Eminem y el rapero Machine Gun Kelly han tenido una disputa en curso durante varios años, y Kelly lanzó una pista diss en respuesta a «Not Alike» titulada «Rap Devil» el 3 de septiembre; ambas canciones fueron producidas por Ronny J. Kelly continuó la enemistad en un concierto, llamándolo «una batalla entre el pasado y el jodido futuro». El título de la canción se refiere a «Rap God» de Eminem, y él fue al estudio días después para grabar su propia respuesta, al igual que el exasociado de D12, Bizarre. Eminem respondió con «Killshot» el 14 de septiembre y «Love Tap» de Bizarre se lanzó el 20 de septiembre. «Killshot» obtuvo 38,1 millones de transmisiones en YouTube en sus primeras 24 horas y más de 80 millones de visitas en su primera semana, lo que lo convierte en el debut más exitoso de una canción de hip hop y el tercer debut más grande en la historia de la plataforma. La pista también debutó en el número 3 en el Billboard Hot 100, convirtiéndose en el vigésimo top 10 de Eminem en el Billboard Hot 100. Kelly ha continuado la disputa públicamente. Ja Rule respondió en las redes sociales, reavivando una enemistad que ambos habían tenido 15 años antes. 6ix9ine, Iggy Azalea, Joe Budden, Die Antwoord, Lupe Fiasco, y Lord Jamar también han respondido públicamente, con 6ix9ine lanzando el sketch «Legend» que rapea sobre «Lose Yourself».

## Controversias

### Acusaciones de homofobia
Algunas de las letras de Eminem se han considerado homofóbicas y un político australiano intentó expulsarlo del país. Eminem niega la acusación y dice que cuando era niño, palabras como «faggot» y «queer» se usaban generalmente de manera despectiva y no específicamente hacia los homosexuales. Durante una entrevista de 60 Minutes de 2010, el periodista Anderson Cooper exploró el tema:

Cooper: Algunas de las letras, como, ya sabes, en la canción «Criminal» dices «My words are like a dagger with a jagged edge, That'll stab you in the head, whether you're a fag or lez, Or the homosex, hermaph or a trans-a-vest, Pants or dress—hate fags? The answer's 'yes».
Eminem: Sí, esta escena en la que aparecí. Esa palabra fue lanzada tanto, ya sabes, «faggot» era como lanzarse constantemente entre sí, como en una batalla.
Cooper: ¿No te gustan los homosexuales?
Eminem: No, no tengo ningún problema con nadie. ¿Sabes lo que digo? Soy como lo que sea.

Eminem fue acusado una vez más de usar palabras homofóbicas en sus letras en «Rap God» (2013) y explicó: «No sé cómo decir esto sin decirlo como lo he dicho un millón de veces. Pero esa palabra, esos tipo de palabras, cuando se me ocurrió el rap de batalla o lo que sea, en realidad nunca comparé esas palabras... —para significar realmente homosexual—».
En 2018, los músicos criticaron el uso de Eminem del insulto «faggot» para describir al rapero Tyler, the Creator en la canción «Fall», incluido Dan Reynolds de Imagine Dragons, calificando el lenguaje del rapero de «odioso» y Troye Sivan; además, el vocalista invitado Justin Vernon se distanció de la colaboración debido al mensaje.
Sin embargo, Eminem es amigo del cantante gay Elton John y apoya públicamente los derechos de los homosexuales. Cuando se le preguntó en una entrevista con The New York Times sobre el tema de la legalización del matrimonio entre personas del mismo sexo en su estado natal de Míchigan, Eminem respondió: «Creo que si dos personas se aman, ¿qué demonios? Creo que todos deberían tener la oportunidad de ser igualmente miserables, si quieren», explicando que su «visión general de las cosas es mucho más madura de lo que solía ser».

### Asuntos legales
En 1999, la madre de Eminem lo demandó por US$10 millones, alegando que la estaba calumniando en The Slim Shady LP. El litigio concluyó en 2001 y resultó en una indemnización de US$1 600 por daños y perjuicios. El 3 de junio de 2000, Eminem fue arrestado durante un altercado con Douglas Dail en una tienda de audio para automóviles en Royal Oak, Míchigan, cuando sacó un arma descargada y apuntó al suelo. Al día siguiente, en Warren, Míchigan, fue arrestado nuevamente por agredir a John Guerra en el estacionamiento del Hot Rock Café cuando lo vio besando a su esposa. Eminem recreó el asalto de Guerra en «The Kiss (Skit)» en The Eminem Show. Se declaró culpable de posesión de un arma oculta y asalto, recibiendo dos años de libertad condicional; sin embargo, el cargo de agresión de Guerra fue retirado como parte del acuerdo de culpabilidad. El 7 de julio de 2000, Kim intentó suicidarse cortándose las venas, más tarde demandó a Eminem por difamación después de describir su muerte violenta en «Kim».
El trabajador de saneamiento DeAngelo Bailey demandó a Eminem por US$1 000 000 en 2001, acusándolo de invadir su privacidad al publicar información que lo colocaba bajo una luz falsa en «Brain Damage», una canción que lo retrata como un matón escolar violento. Aunque Bailey admitió meterse con Eminem en la escuela, dijo que simplemente lo «golpeó» y le dio un «pequeño empujón». La demanda fue sobreseída el 20 de octubre de 2003; la jueza Deborah Servitto, quien escribió una parte de su opinión en versos con rima estilo rap, dictaminó que estaba claro para el público que la letra era exagerada.
El 28 de junio de 2001, Eminem fue sentenciado a un año de libertad condicional y servicio comunitario y fue multado con alrededor de US$2 000 por cargos de armas derivados de una discusión con un empleado de Psychopathic Records.
El 31 de marzo de 2002, el pianista de jazz francés Jacques Loussier presentó una demanda de US$10 millones contra Eminem y Dr. Dre, alegando que el ritmo de «Kill You» fue tomado de su instrumental «Pulsion». Loussier exigió que se detuvieran las ventas de The Marshall Mathers LP y que se destruyeran las copias restantes. Posteriormente, el caso se resolvió extrajudicialmente.
En 2006, Eminem fue acusado de agredir a Miad Jarbou, un residente de Royal Oak, Míchigan, en el baño de un club de striptease de Detroit, pero nunca fue acusado. Dos años más tarde, Jarbou demandó a Eminem por más de US$25 000 en daños.
En 2007, la editorial de música de Eminem —Eight Mile Style— y Martin Affiliated demandaron a Apple Inc. y Aftermath Entertainment, alegando que Aftermath no estaba autorizado a negociar un acuerdo con Apple para las descargas digitales de 93 canciones de Eminem en iTunes de Apple. El caso contra Apple se resolvió poco después de que comenzara el juicio, a fines de septiembre de 2009.
En julio de 2010, la Corte de Apelaciones del Noveno Circuito de los Estados Unidos falló en F.B.T. Productions, LLC v. Aftermath Records que F.B.T. A Productions y Eminem se les debía una regalía del 50 por ciento de los ingresos netos de Aftermath por la concesión de licencias de sus grabaciones a empresas como Apple, Sprint Corporation, Nextel Communications, Cingular y T-Mobile. En marzo de 2011, la Corte Suprema de los Estados Unidos se negó a conocer el caso.
En octubre de 2013, Eminem probó el éxito viral de 2008 del grupo de rap con sede en Chicago Hotstylz, «Lookin 'Boy», para su sencillo de 2013 «Rap God». El grupo afirma que Eminem no recibió permiso para usar la muestra, ni les dio crédito ni les compensó. En noviembre de 2013, Hotstylz lanzó una canción disidente hacia Eminem titulada «Rap Fraud», donde muestran varias de sus canciones y lo critican por no acreditarlas. En enero de 2015, TMZ informó que Hotstylz estaba demandando a Eminem y su sello, Shady Records, por US$8 millones, por usar la muestra de 25 segundos de «Lookin' Boy» en su canción «Rap God» sin su permiso.

### Servicio Secreto de los Estados Unidos
El 8 de diciembre de 2003, el Servicio Secreto de los Estados Unidos informó que estaba «investigando» las denuncias de que Eminem amenazó al presidente estadounidense George W. Bush en «We As Americans» —un bootleg inédito en ese momento—, con la letra: «A la mierda el dinero, yo no rapeo por presidentes muertos. Prefiero ver al presidente muerto, nunca se ha dicho pero yo senté precedentes». El incidente se incluyó en el video de «Mosh», como un recorte de periódico en una pared con artículos sobre incidentes desafortunados en la carrera de Bush. «We As Americans» finalmente apareció en el disco extra de edición de lujo de Encore, con letras alteradas.
En 2018 y 2019, el Servicio Secreto entrevistó a Eminem nuevamente con respecto a letras amenazantes hacia el presidente Donald Trump y su hija Ivanka.

### Canadá
El 26 de octubre de 2000, Eminem estaba programado para actuar en el SkyDome de Toronto cuando el fiscal general de Ontario, Jim Flaherty, dijo que no se le debería permitir la entrada al país. «Personalmente, no quiero que venga a Canadá nadie que venga aquí y defienda la violencia contra las mujeres», dijo. Flaherty también dijo que estaba «disgustado» cuando leyó la letra de «Kill You», que incluye las líneas «Perra, crees que no ahogaré a ninguna puta/Hasta que las cuerdas vocales ya no funcionen en su garganta?». Aunque la reacción pública a la posición de Flaherty fue generalmente negativa, ya que prohibir a Eminem del país se consideró un problema de libertad de expresión, el parlamentario liberal Michael Bryant sugirió que se deberían presentar cargos de delitos de odio contra Eminem por defender la violencia contra las mujeres en sus letras. Robert Everett-Green escribió en un editorial de Globe and Mail: «Ser ofensivo es la descripción del trabajo de Eminem». El concierto de Eminem en Toronto se desarrolló según lo planeado.

## Legado
Acreditado por popularizar el hip hop entre la audiencia de América Central, el éxito comercial mundial sin precedentes de Eminem y las aclamadas obras para un rapero blanco son ampliamente reconocidos por romper las barreras raciales para la aceptación de los raperos blancos en la música popular. Pasando de la pobreza a la riqueza, la música alimentada por la ira de Eminem representó la angustia generalizada y la realidad de la clase baja estadounidense. Ha sido una gran influencia para artistas de varios géneros. Stephen Hill, el entonces vicepresidente de la cadena de televisión de temática afroamericana BET —Black Entertainment Television—, dijo en 2002:

Eminem recibe un pase en la misma línea que, durante la segregación, los negros tenían que ser mejores que el promedio, tenían que ser los mejores para ser aceptados... él es mejor que los mejores. A su manera, es el mejor letrista, aliterador y enunciador que existe en la música hip hop. En términos de rapear sobre el dolor que sienten otras personas privadas de sus derechos, no hay nadie mejor en su juego que Eminem.

En 2002, la BBC dijo que la percepción de Eminem como un «William Shakespeare moderno» era comparable a la recepción del cantante estadounidense Bob Dylan: «Desde el apogeo de Bob Dylan a mediados de la década de 1960, la producción de un artista nunca había estado sujeta a tal un intenso escrutinio académico como un ejercicio de introspección contemporánea. Los críticos estadounidenses señalan los vívidos retratos [de Eminem] de vidas privadas de derechos, utilizando el lenguaje descarnado y directo de la calle, como un fiel reflejo de la injusticia social». Además, la BBC destacó que, «Donde antes los padres retrocedían con horror [a su música], ahora parece haber una mayor voluntad de reconocer una música que está tocando una fibra sensible entre la clase inferior blanca joven y enojada estadounidense». Dan Ozzi de Vice destacó que Eminem a principios de la década de 2000 era «el único artista con el que los niños de secundaria parecían conectarse unánimemente... representaba todo lo que significan los años de escuela secundaria: ira ciega, rebelión equivocada, frustración adolescente. Era como un dedo medio humano. Un Dennis the Menace con clasificación X para una generación de módems de acceso telefónico».
Escribiendo para Spin en 2002, el crítico de rock Alan Light comparó a Eminem con John Lennon de los Beatles:

Eminem incluso está comenzando a parecerse a uno de esos íconos del rock... Marshall Mathers se está convirtiendo en algo así como el John Lennon de esta generación... Lennon y Eminem fueron sujetos de piquetes y protestas; ambos escribieron canciones sobre relaciones problemáticas con sus madres; ambos escribieron sobre sus extrañas vidas públicas con sus esposas; ambos escribieron sobre cuánto amaban a sus hijos. Lennon, por supuesto, fue capaz de encontrar formas de usar su voz para abogar por la paz en lugar de simplemente criticar a los miembros de la familia en litigio y a varias estrellas del pop, pero aun así, pocos otros músicos pop desde Lennon han encontrado una manera de reproducir sus psicodramas privados. en el arte convincente con tanta eficacia como Eminem.

Grafiti de Eminem en Shanghai, China.

Con respecto a su ensayo con Eminem para el dúo «Stan» en los Premios Grammy de 2001, el cantante inglés Elton John dijo: «[Cuando] Eminem hizo su entrada, se me puso la piel de gallina, como no la había sentido desde que vi por primera vez a Jimi Hendrix», James Brown y Aretha Franklin. Eminem era tan bueno. Solo pensé: “Joder, este hombre es increíble”. Hay muy pocos artistas que puedan atraparte así la primera vez, solo los grandes». John elogió aún más a Eminem y dijo: «Eminem es un verdadero poeta de su tiempo, alguien de quien hablaremos durante décadas para ven. Cuenta historias de una manera tan poderosa y distintiva. Como letrista, es uno de los mejores de la historia. Eminem hace por su audiencia lo que [Bob] Dylan hizo por la suya: escribe cómo se siente. Su ira, vulnerabilidad y humor salir».
Con respecto a la controversia que rodea a Eminem debido a su música transgresora, la artista estadounidense Madonna dijo: «Me gusta el hecho de que Eminem es descarado, enojado y políticamente incorrecto... Está revolviendo las cosas, está provocando una discusión, está haciendo hervir la sangre de la gente. Está reflejando lo que está sucediendo en la sociedad en este momento. Eso es lo que se supone que debe hacer el arte. Creo que el arte es un reflejo de nuestra sociedad, y a la gente no le gusta confrontar las realidades de la sociedad... Pero hasta que realmente confrontemos la verdad, tendremos un Tupac o Eminem o Biggie Smalls para recordarnos y gracias a Dios. Obligan a las personas a mirar las realidades de la sociedad».
A Eminem se le atribuye haber impulsado las carreras de los protegidos del hip hop como 50 Cent, Yelawolf, Stat Quo, Royce da 5'9", Cashis, Obie Trice, Bobby Creekwater, Boogie y grupos de hip hop como D12 y Slaughterhouse. Un número de los artistas han citado a Eminem como una influencia, incluidos The Weeknd, Logic, Joyner Lucas, Lil Wayne, 50 Cent, Kendrick Lamar, Ed Sheeran, J. Cole, Chance the Rapper, Regina Spektor, Lana Del Rey, y Juice WRLD.

## Logros y honores
Con ventas globales de más de 220 millones de discos, Eminem es uno de los artistas musicales más vendidos de todos los tiempos. Ha tenido trece álbumes número uno en el Billboard 200: nueve en solitario, dos con D12 y uno con Bad Meets Evil. Fue el artista musical con mayores ventas entre 2000 y 2009 en los EE. UU. según Nielsen SoundScan. También fue el artista musical masculino con mayores ventas en los Estados Unidos de la década de 2010. Ha vendido 47,4 millones de álbumes en el país y 107,5 millones de sencillos en Estados Unidos. The Marshall Mathers LP, The Eminem Show, Curtain Call: The Hits, «Lose Yourself», «Love the Way You Lie» y «Not Afraid» han sido certificados Diamante o superior por la Recording Industry Association of America —RIAA—. Eminem tiene más de diez mil millones de visitas a sus videos musicales en su página de YouTube Vevo, y en 2014 Spotify lo nombró el artista musical con más reproducciones de todos los tiempos.
Entre los premios de Eminem se encuentran 15 premios Grammy, ocho American Music Awards y 17 Billboard Music Awards, Billboard lo nombró «Artista de la década (2000-2009)». En 2013, recibió el premio Global Icon en la ceremonia de los MTV Europe Music Awards de ese año. Su éxito en 8 Mile lo vio ganar el Premio de la Academia 2002 a la Mejor Canción Original por su canción «Lose Yourself», coescrita con Jeff Bass y Luis Resto, convirtiéndolo en el primer rapero en recibir el premio. También ganó los MTV Movie & TV Awards como Mejor Actor en una Película y Mejor Interpretación Revelación y el Critics' Choice Movie Award como Mejor Canción por «Lose Yourself».
Eminem también ha sido incluido y clasificado en las listas de varias publicaciones. Rolling Stone lo incluyó en su lista de los 100 mejores artistas de todos los tiempos y los 100 mejores compositores de todos los tiempos. Ocupó el noveno lugar en la lista de los mejores MC de todos los tiempos de MTV. Ocupó el puesto 13 en la lista MTV's 22 Greatest Voices in Music y el 79 en la lista VH1 100 Greatest Artists of All Time. Ocupó el puesto 82 en la lista «The Immortals» de Rolling Stone. En 2010, MTV Portugal clasificó a Eminem como el séptimo ícono más grande en la historia de la música popular. En 2012, The Source lo ubicó en el sexto lugar de su lista de los 50 mejores letristas de todos los tiempos, mientras que About.com lo clasificó en el séptimo lugar de su lista de los 50 mejores MC de nuestro tiempo (1987-2007). En 2015, Eminem ocupó el tercer lugar en la lista «Los 10 mejores raperos de todos los tiempos» de Billboard. En 2008, los lectores de Vibe nombraron a Eminem como el mejor rapero vivo. En 2011, Eminem fue etiquetado como el «Rey del Hip-Hop» por la revista Rolling Stone basándose en un análisis de las ventas de álbumes, las posiciones en las listas, las vistas en YouTube, los seguidores en las redes sociales, los ingresos brutos de los conciertos, los premios de la industria y las calificaciones críticas de los raperos solistas que lanzaron música de 2009 al primer semestre de 2011. Eminem también fue nominado en la clase del Salón de la Fama del Rock and Roll de 2022, junto con Duran Duran y Dolly Parton.

## Discografía
Artículos principales: Discografía de Eminem, Producción discográfica de Eminem y Videografía de Eminem

Álbumes de estudio
- 1995: Soul Intent (EP de Bassmint Productions)
- 1996: Infinite
- 1999: The Slim Shady LP
- 2000: The Marshall Mathers LP
- 2002: The Eminem Show
- 2004: Encore
- 2009: Relapse
- 2010: Recovery
- 2013: The Marshall Mathers LP 2
- 2017: Revival
- 2018: Kamikaze
- 2020: Music to Be Murdered By
- 2024: The Death of Slim Shady (Coup de Grâce)

## Filmografía
| Año  | Película                                      | Personaje                      | Notas                             |
| ---- | --------------------------------------------- | ------------------------------ | --------------------------------- |
| 2000 | Da Hip Hop Witch                              | Él mismo                       |                                   |
| 2000 | The Slim Shady Show                           | Slim Shady, Ken Kaniff, Eminem |                                   |
| 2001 | The Wash                                      | Chris                          | Acreditado                        |
| 2002 | 8 Mile                                        | Jimmy «B-Rabbit» Smith, Jr.    | Óscar a la mejor canción original |
| 2003 | 50 Cent: The New Breed                        | Él mismo                       |                                   |
| 2004 | Crank Yankers                                 | Billy Fletcher                 | Rol de TV como invitado; voz      |
| 2009 | Rock and Roll Hall of Fame Induction Ceremony | Él mismo                       | Indujo a Run-D.M.C.               |
| 2009 | Funny People                                  | Él mismo                       | Cameo                             |
| 2014 | The Interview                                 | Él mismo                       | Parodia                           |
| 2018 | Bodied                                        | Productor                      | Comedia dramática                 |